# Fantasma

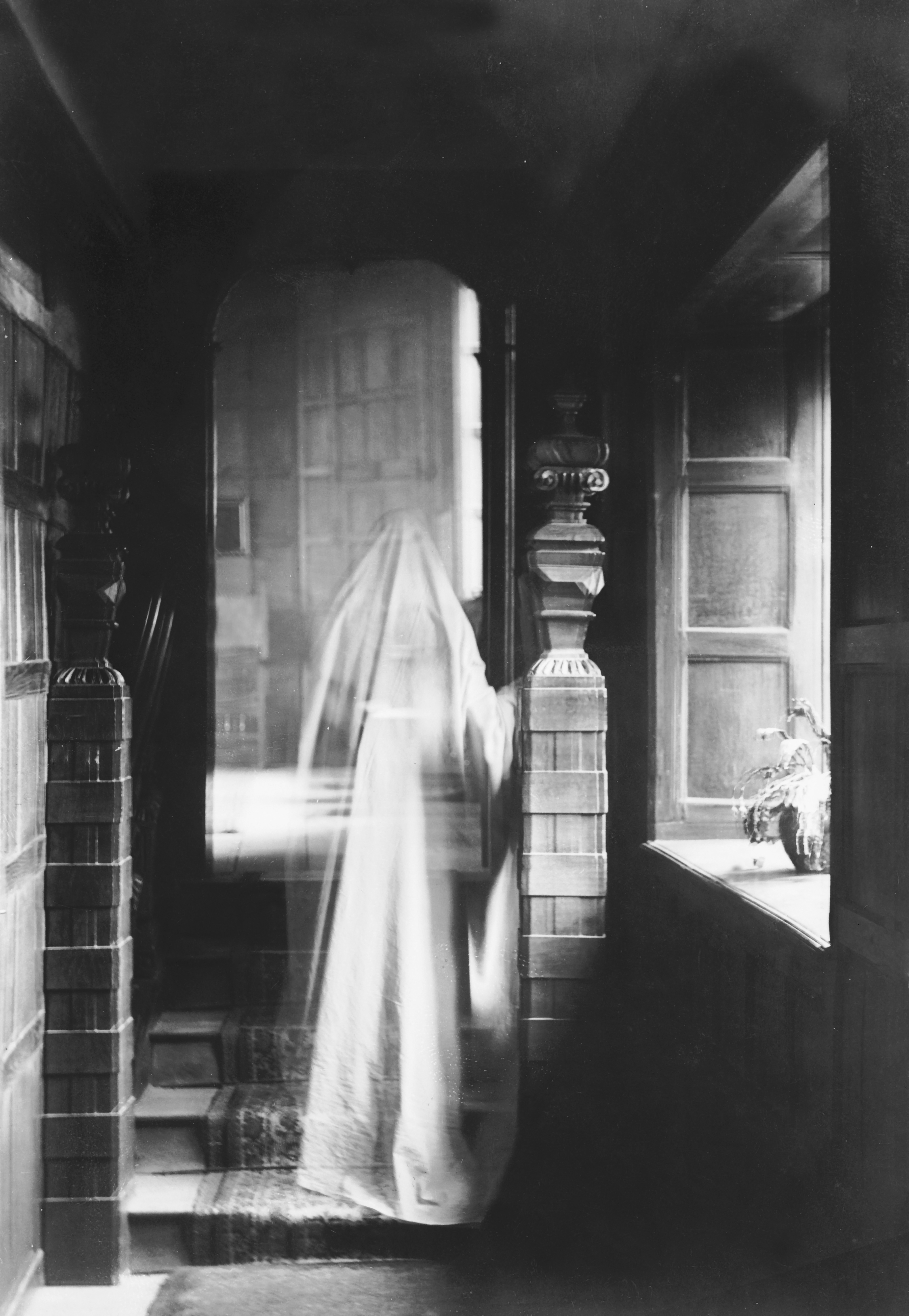
Imagen estereotipada de un fantasma como si llevara una sábana blanca, producida con doble exposición, año 1899.

En el folclore, un fantasma (del griego φάντασμα, "aparición") es el alma errante o espíritu de una persona muerta o un animal no humano que, según algunas personas, se manifiestan entre los vivos de forma perceptible (por ejemplo; visual, a través de sonidos, aromas o desplazando objetos —poltergeist—) y con los cuales a veces presentan un vínculo emocional, como que ellos los conocían en vida o personas cercanas suyas. En el folclore de muchas culturas, las descripciones de los fantasmas varían ampliamente, desde una presencia invisible hasta formas tenues translúcidas o apenas visibles o formas realistas y reales. El intento deliberado de contactar con el espíritu de una persona fallecida se conoce como nigromancia o, en el espiritismo, como una sesión espiritista. Otros términos asociados con él son aparición, embrujo, fantasma, poltergeist, sombra, espectro, espíritu, demonio y necrófago. Algunos ejemplos son: los Hantu, del Sudeste de Asia, los Obake, de Japón y las Banshee, de Irlanda.
La creencia en la existencia de una vida después de la muerte, así como en las manifestaciones de los espíritus de los muertos, está muy extendida y se remonta al animismo o culto a los ancestros en las culturas prealfabetizadas. Ciertas prácticas religiosas (ritos funerarios, exorcismos y algunas prácticas de espiritismo y magia ritual) están diseñadas específicamente para dar descanso a los espíritus de los muertos. Los fantasmas se describen generalmente como esencias solitarias, parecidas a los humanos, aunque también se han contado historias de ejércitos fantasmales y fantasmas de animales distintos de los humanos. Se cree que rondan lugares encantados, objetos o personas particulares con los que estuvieron asociados en vida. Según un estudio de 2009 del Pew Research Center, el 18% de los estadounidenses dicen haber visto un fantasma.
El consenso abrumador de la ciencia es que no hay pruebas de que existan fantasmas. Su existencia es imposible de falsabilizar (es decir, demostrar que no existen) y la caza de fantasmas ha sido clasificada como pseudociencia. A pesar de siglos de investigación, no hay evidencia científica de que algún lugar esté habitado por los espíritus de los muertos. Históricamente, se ha demostrado que ciertas plantas tóxicas y psicoactivas (como la datura y Hyoscyamus niger), cuyo uso se ha asociado durante mucho tiempo con la nigromancia y el inframundo, contienen compuestos anticolinérgicos que están farmacológicamente vinculados a la demencia (específicamente DLC), así como patrones histológicos de neurodegeneración. Investigaciones recientes han indicado que los avistamientos de fantasmas pueden estar relacionados con enfermedades cerebrales degenerativas como la enfermedad de Alzheimer. Los medicamentos recetados y de venta libre comunes (como los somníferos) también pueden, en casos raros, causar alucinaciones fantasmales, en particular el zolpidem y la difenhidramina. Informes más antiguos vinculaban el envenenamiento por monóxido de carbono con alucinaciones fantasmales.

## Mitología

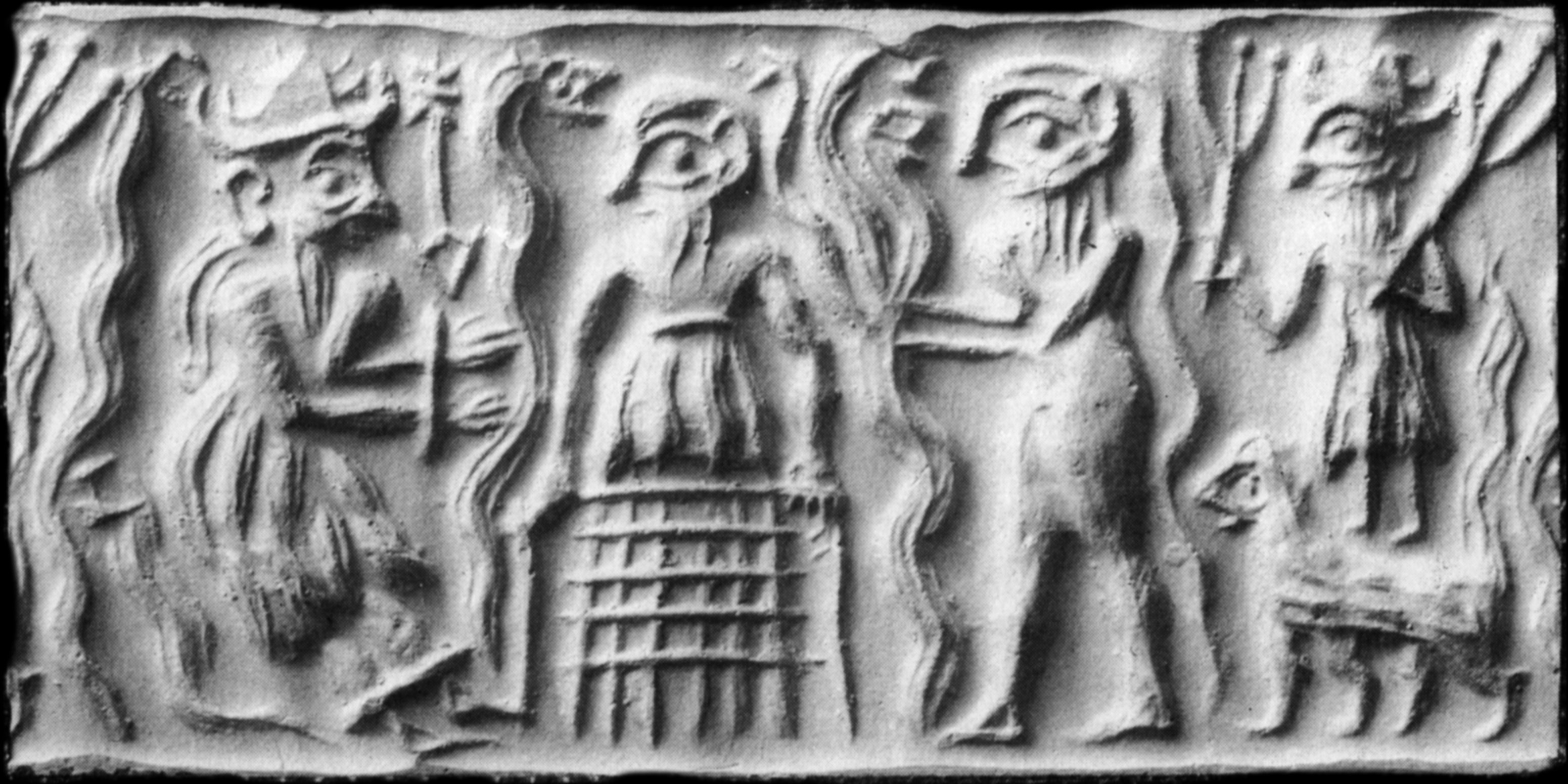
Impresión de un antiguo sello cilíndrico sumerio que muestra al dios Tammuz siendo torturado en el inframundo por demonios gallu.

Glifo del antiguo egipto Akh: El alma y el espíritu se reúnen después de la muerte.

La creencia en fantasmas que se presentan como aparecidos (muertos que vuelven a aparecer para encomendar alguna misión) o revenants (lo mismo, en francés), espectros, ánimas del Purgatorio, almas en pena, o errantes, es muy propia de la naturaleza humana, tanto que tiene visos de ser o constituir un ente antropológico abstracto que pervive, como otros tipos de superstición, a través de numerosos factoides concretos. 
Ha generado y genera una amplia literatura (novela gótica o de terror), inspira la cinematografía y el teatro y ha creado innumerables leyendas y mitos; la ciencia considera creer en fantasmas un tipo de superstición muy asentado en la psicología del ser humano, porque se alimenta de la necesidad de vida eterna, como la religión, y sublima una muerte inaceptable y aborrecible por medio del acto apotropaico de creer que la conciencia pervive más allá del fin de la misma, de forma que la fantasmogénesis resulta ser un fenómeno o concepto antropológicamente paralelo a la hierofanía. 

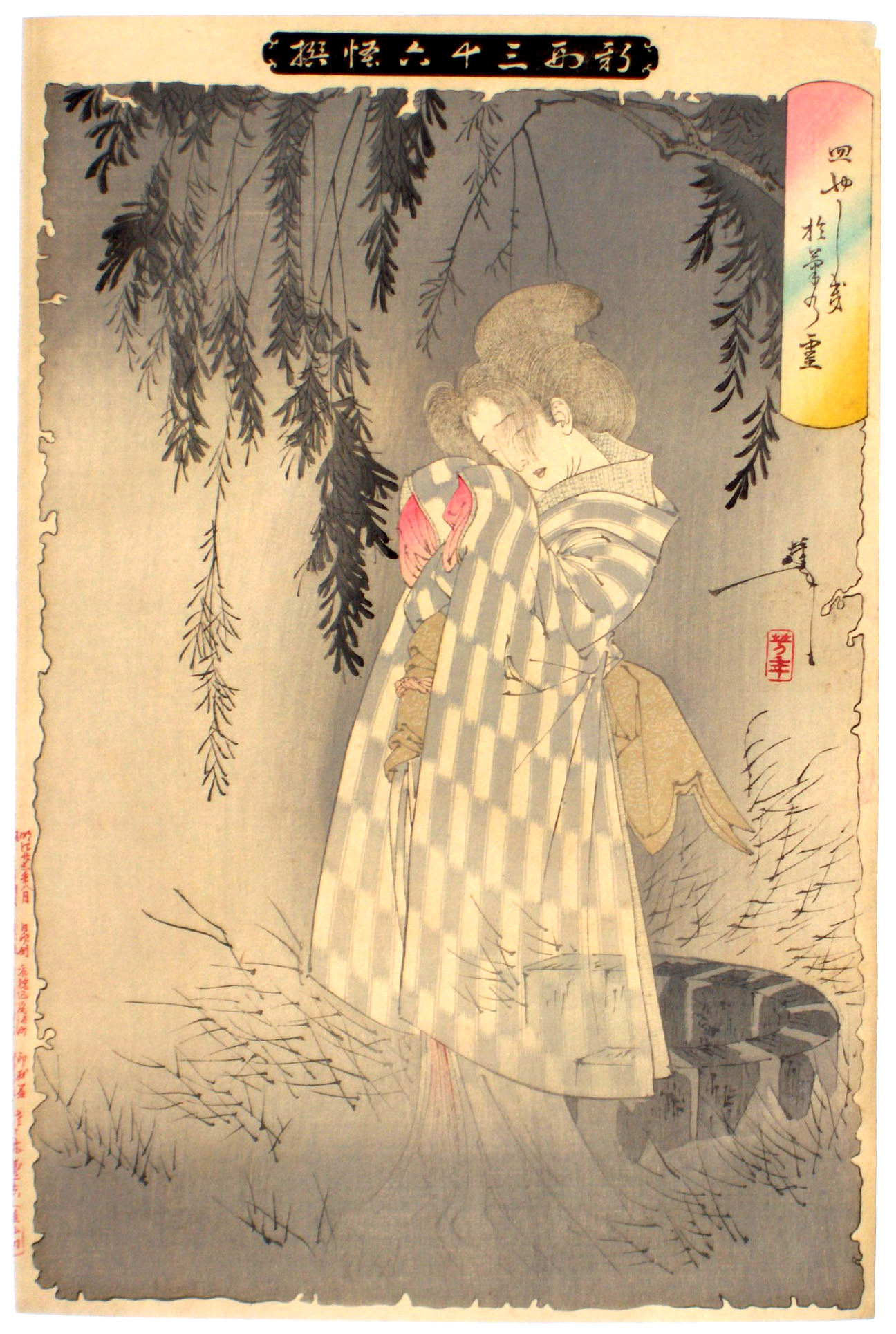
Pintura del espectro de Okiku por Yoshitoshi Tsukioka. La historia de fantasmas Banchō Sarayashiki es una de las más famosas del folclore Edo japonés.

Estudios recientes indican que muchos occidentales creen en fantasmas; en sociedades donde la religión tiene mucho predicamento, como los Estados Unidos, una encuesta demostró que el 32% de sus habitantes cree en fantasmas y en la vida después de la muerte o más allá, siempre en forma paralela a la religión o de forma menos regulada por un sistema escatológico como han hecho las religiones más frecuentes, que se aprovechan de este meme antropológico para crear estructuras económico-culturales de creencias.
Desde antiguo la mitología, la religión y otras manifestaciones de folklore o literatura han creído, o pretendido creer, en la existencia de entidades sobrenaturales, manifestaciones vitales o númenes más o menos inmateriales de varios tipos, siendo generalmente los siguientes:
1. Abstractos, más o menos alegóricos.
2. Naturales o no humanos: inanimados sin movimiento o cosas, e inanimados con movimiento o semovientes, como el aire, el agua, el fuego, las plantas, los astros.
3. Naturales animados: animales o animalizados.
4. Antropomórficos.
5. De origen Humano.

Desde el más primitivo animismo, que otorga vida a todo lo semoviente o dotado de movimiento y evolución, así como a las fuerzas de la naturaleza (el aire, el agua, el fuego, la vegetación, los astros), muchas de estas categorías pueden asociarse, formar criaturas mixtas y recibir diferentes denominación o nombres. Sin embargo, estrictamente un fantasma vendría a ser una entidad espiritual entre el cuarto y quinto tipo por su origen humano, bien diferenciada de otras creencias tales como duendes, diaños, demonios, yōkai, genios, elfos, silfos, hadas y longaevi, restos de religiones desaparecidas a los que Heinrich Heine llamaba "dioses en el exilio". 
Para la mentalidad moderna, que ha desvitalizado el cosmos transformándolo en una cosa o un mecanicismo muerto y absorbiendo toda su vida en el yo y el antropocentrismo desde el Renacimiento, es más fácil creer por eso en fantasmas que en esos otros tipos de criaturas, cuyo predicamento estaba más extendido por el mundo politeísta antiguo y la Edad Media. El pensamiento prelógico y primitivo no distingue niveles entre lo real y lo imaginario, se rebela contra la idea inaceptable y abstracta de la muerte y considera que lo aparecido en sueños es indistinto y posee existencia real, justificando sus temores y concretándolos desde el mundo onírico o del sueño e identificando la imagen de un ser desaparecido por la muerte que aparece en este con un ser real no afectado por la conclusión, la desaparición y la muerte. Se cree así en otros grados de existencia, menos patentes pero considerados reales; es más, se calma así la inquietud existencial que provocan los sentimientos de culpa, de finitud y de muerte...

## Creencias a través de la historia

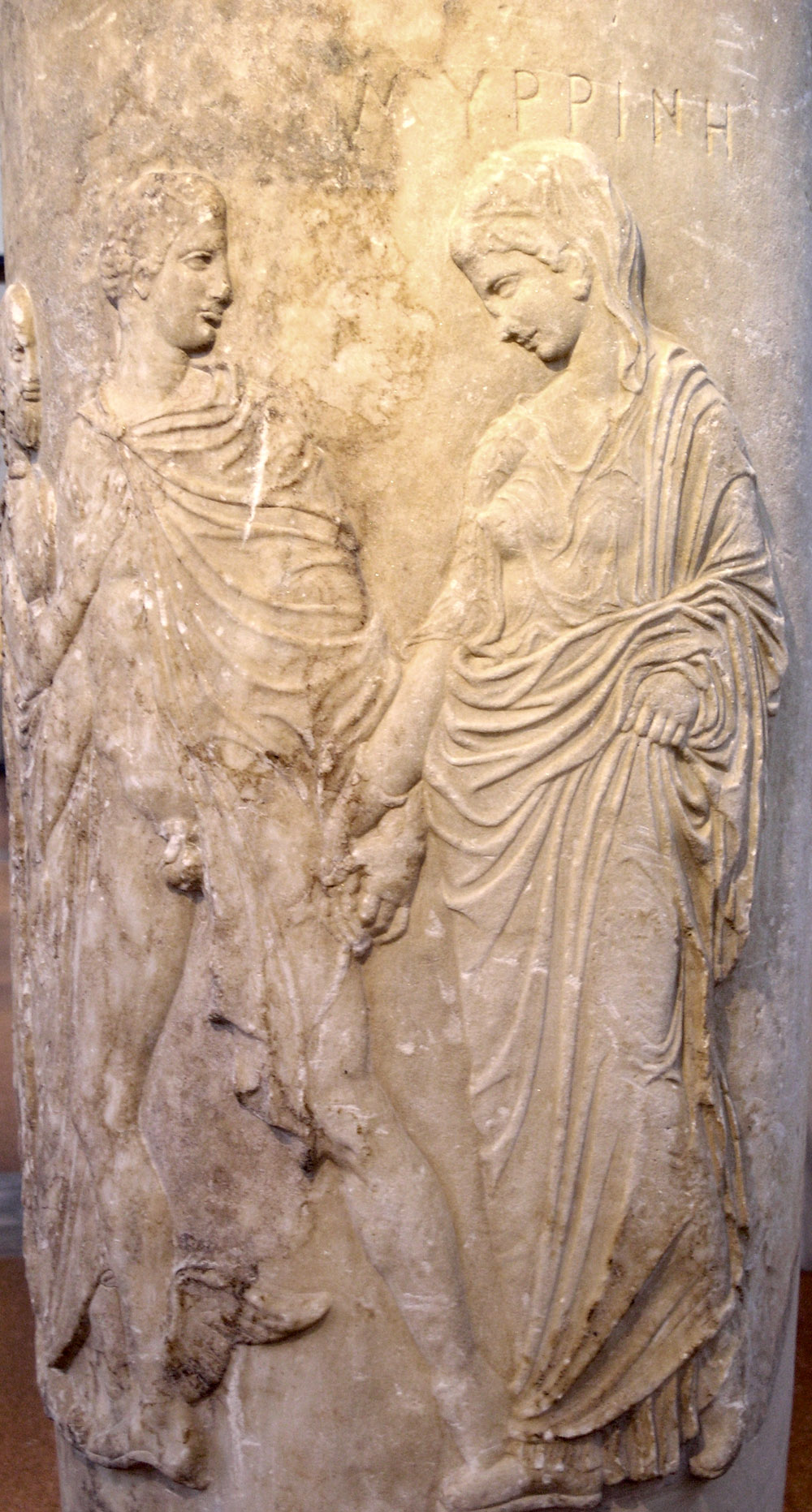
Relieve de un lecito funerario tallado en Atenas que muestra a Hermes como psicopompo conduciendo el alma de la difunta, Mirrina, al Hades (c. 430–420 a. C.)

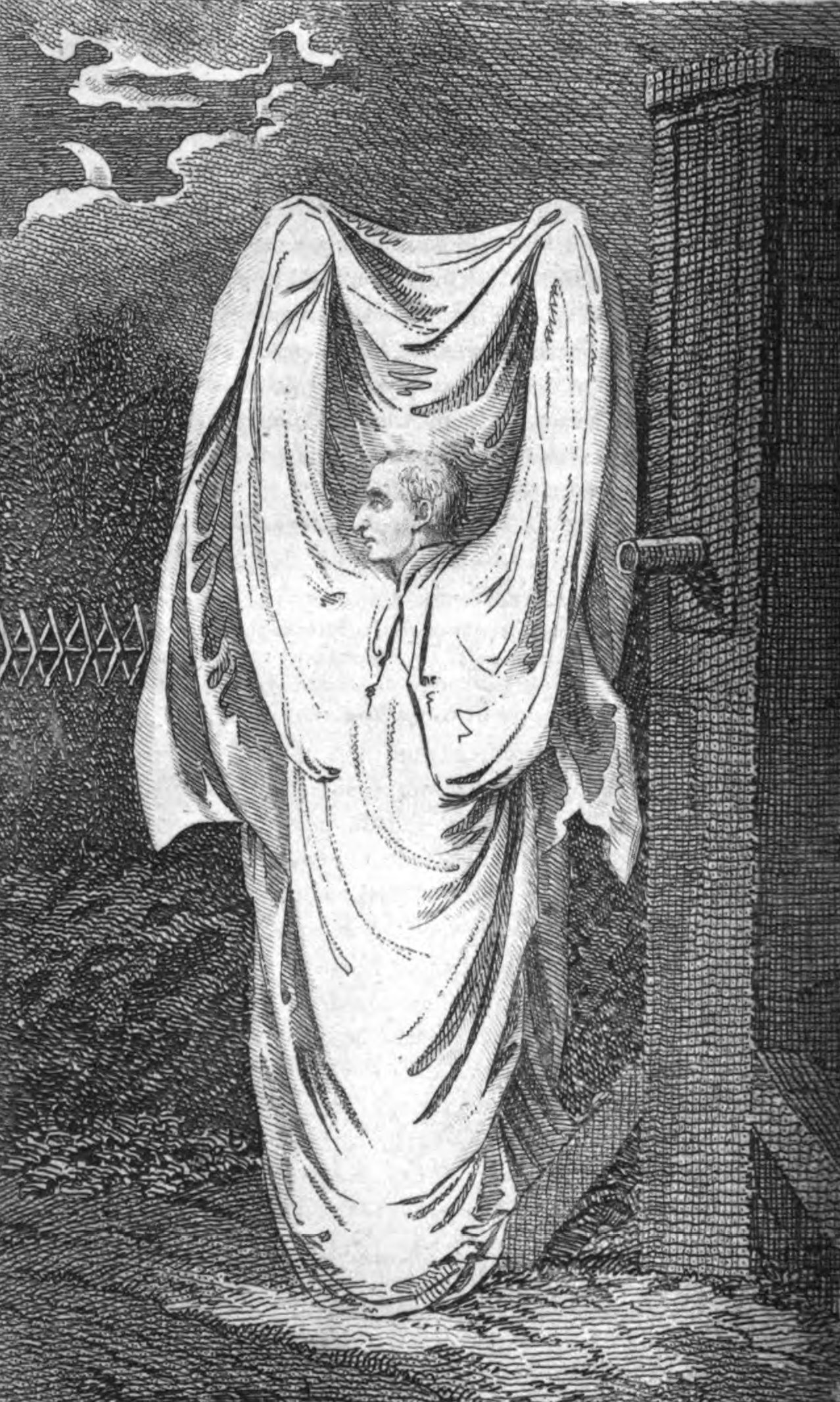
Un grabado del fantasma de Hammersmith aparece en Roger Kirby's Wonderful and Scientific Museum, una revista publicada en 1804. El "fantasma" resultó ser un viejo zapatero local que usó una sábana blanca para vengarse de su aprendiz por asustar a sus hijos.

Una vez que se cree en la existencia de un ente o numen disociado que habita dentro del cuerpo humano, es fácil concebir su existencia separada y autónoma fuera de él como un espíritu, alma, ánima, atman; o en forma de entes espirituales tales como hitodamas, bhutas, pretas..., etc. 
Para los pueblos primitivos los fantasmas tenían una vida infinitesimal y miserable, con energía espiritual (prana, pneuma, qì, etc) normalmente insuficiente para animar y mover un cuerpo, hacer latir su corazón y darle aliento o respiración; pero con cierta vida al fin y al cabo, ya que tenían bastante o la suficiente fuerza para manifestarse en los sueños para atormentar o avisar a los vivos o como sombras y apenas necesitaban alimento (en las culturas antiguas con culto a los manes y antepasados había un día anual designado para alimentarlos con ofrendas de alimentos o sacrificios, que los cristianos han sustituido por flores en el Día de difuntos o de Todos los Santos). Así se calmaba a los antepasados y se aseguraba su benéfica influencia. La creencia en fantasmas se testimonia desde los primeros textos escritos sumerios y egipcios: el fantasma de Enkidú se apareció a Gilgamesh en la llamada Epopeya de Gilgamesh. 
También se encuentra extendida en las epopeyas de otras civilizaciones de muy distinto desarrollo cultural. La Odisea del griego Homero y la Eneida del latino Virgilio acogen viajes de ultratumba, las llamadas nekyias. Los romanos ponían un puñado de tierra sobre el cadáver porque si no el alma erraría por toda la eternidad en la ribera de la Estigia, y era preciso poner una moneda en la boca para pagar al barquero o el alma no tendría descanso. Por eso aterraba a los romanos navegar por el mar, ya que los náufragos no recibirían honras funerarias, y los marineros solían tener un pendiente de oro para pagar su funeral en caso de que su cuerpo ahogado arribara a la playa. A los suicidas romanos se los enterraba con la mano cortada y separada del cuerpo, con el fin de desarmar a su espíritu, que hipotéticamente atormentaría a los vivos. Los fantasmas buenos para los romanos eran los manes o espíritus de los antepasados; los malvados eran las larvae, almas de hombres malvados que vagan errantes por las noche y atormentan a los vivos. Plutarco, en el siglo I, describe unos baños encantados en su Queronea natal donde aparecía el fantasma de un hombre asesinado. 
Otro celebrado fantasma fue descrito en una de las epístolas del historiador romano Plinio el Joven (VII, 27, 5-11), quien describe una casa encantada en Atenas donde aparecía un espectro que arrastraba cadenas; los sucesos cesaron cuando el filósofo Atenodoro Cananita alquiló la casa y fue guiado por el fantasma hasta un esqueleto enterrado y fue vuelto a sepultar con las debidas ceremonias. El texto está dirigido a un tal Licinio Sura:
La falta de ocupaciones a mí me brinda la oportunidad de aprender y a ti la de enseñarme. De esta forma, me gustaría muchísimo saber si crees que los fantasmas existen y tienen forma propia, así como algún tipo de voluntad, o, al contrario, son sombras vacías e irreales que toman imagen por efecto de nuestro propio miedo...
Otros escritores, como el romano Plauto (en su comedia Mostellaria) o el sirio Luciano de Samosata (en su relato Cuentistas o El descreído) también escribieron sobre fantasmas, aunque el precedente que más cabe citar es la compilación Sobre los hechos maravillosos de Flegón, liberto del emperador Adriano, origen de la leyenda de la esposa cadáver que reaparece en Proclo y sirvió de inspiración a Goethe para su Novia de Corinto y a Washington Irving para El estudiante alemán. En el siglo XVI, el tratado más influyente y difundido sobre los fantasmas fue el racionalista del protestante Ludwig Lavater De spectris, lemuribus et magnis atque insolitis fragoribus (Leiden, 1569) en tres libros, que se sumó a la lucha de Jean Wier contra la creencia en brujas, encantamientos y otras supersticiones. El exegeta benedictino Dom Calmet reseñó en el siglo XVIII en su Traité sur les apparitions (1746) la lista de narraciones de casas encantadas desde la antigüedad grecolatina a su época.
Una de las teorías que intentan explicar la religión los derivaría de la tendencia del pensamiento primitivo y prelógico a considerar que el mundo de los sueños forma también parte del real; por tanto, ver en sueños a personas fallecidas indica que no han muerto y que pueden interferir en la vida real. El origen de los fantasmas, pues, no sería distinto al de la religión en general.
En las civilizaciones orientales (como la china e india), muchos creen en la reencarnación o transmigración de las almas. Agregada a esta visión, por ejemplo dentro del Budismo, algunos postulan que los fantasmas serían almas o sus energías que por diversos motivos no transitaron correctamente el estado intermedio del Bardo de la muerte; ya sean por ejemplo porque se rehúsan a ser "recicladas" en el curso del Samsara (ciclo de la reencarnación). 

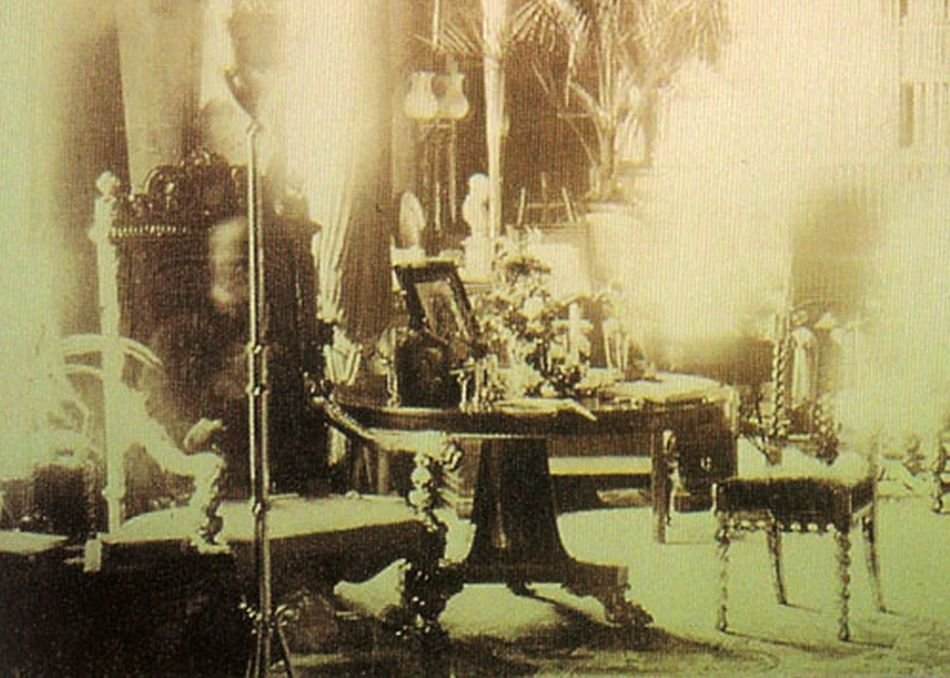
Fotografía de un supuesto fantasma en la biblioteca de la abadía de Combermere en 1891.

En la creencia china e india, además de reencarnar en otro ser humano, un alma puede también optar o ganarse la "inmortalidad" transformándose en un ser semidiós y puede a través de su elevación espiritual trascender diversos planos o servir a los seres humanos, o bien contrariamente puede bajar al infierno y sufrir ciclos karmáticos. En Japón, la religión shintoísta reconoce la existencia de espíritus de todo tipo y acepta la creencia en fantasmas como parte de la vida cotidiana, los cuales pueden incluso llegar a transmutar en otras entidades denominadas yōkai. En la cultura malaya son prácticamente innumerables las leyendas y clases de fantasmas.
En diversas religiones a médiums, chamanes y exorcistas, entre otros, se les atribuyen la capacidad de poder ayudar al fantasma a reencarnarse o hacerlo desaparecer orientándolos o mandándolos a otra dimensión de existencia. 
En Occidente la creencia en fantasmas se fue difuminando desde la creencia irracional en ellos de la Edad Media al escepticismo de la Ilustración en el siglo XVIII, cuando el padre Feijoo, embutido en una lucha sin cuartel contra las supersticiones, llegó a decir que "no hay fantasma ni espectro que no desaparezca al conjuro de una buena tranca". En ese mismo siglo, el doctor Samuel Johnson llegó a la conclusión de que el fantasma de Cock Lane en Londres era una filfa. 
En el siglo XIX la creencia en fantasmas resurgió poderosamente merced a la tendencia irracionalista del Romanticismo y el desarrollo del Espiritismo, la Teosofía y pseudociencias como la Parapsicología. 
El filósofo Arthur Schopenhauer consideró teorías como la de Dietrich Georg Kieser, quien explicaba a los fantasmas en 1822 como formas de un magnetismo terrestre que Schopenhauer identificaba con la voluntad de la Naturaleza. Sin embargo se inclina por creerlos algo enteramente subjetivo, intermedio entre el sueño y la vigilia: "La aparición de un fantasma no es más que una visión en el cerebro del visionario". Pero para probar su causa interior da por hecho que es un resultado del sueño, una capacidad que se debe a una forma de intuición de lo que denomina "órgano de los sueños" que "puede abrirse en la vigilia":

La visión alcanza el grado más elevado de verdad objetiva y real, revelando así una forma de nuestra relación con el mundo exterior totalmente diferente de la manera física ordinaria. Es realmente un perfecto sueño en la vigilia.
A. Schopenhauer, Ensayo sobre las visiones de fantasmas, Madrid: Valdemar, 1998

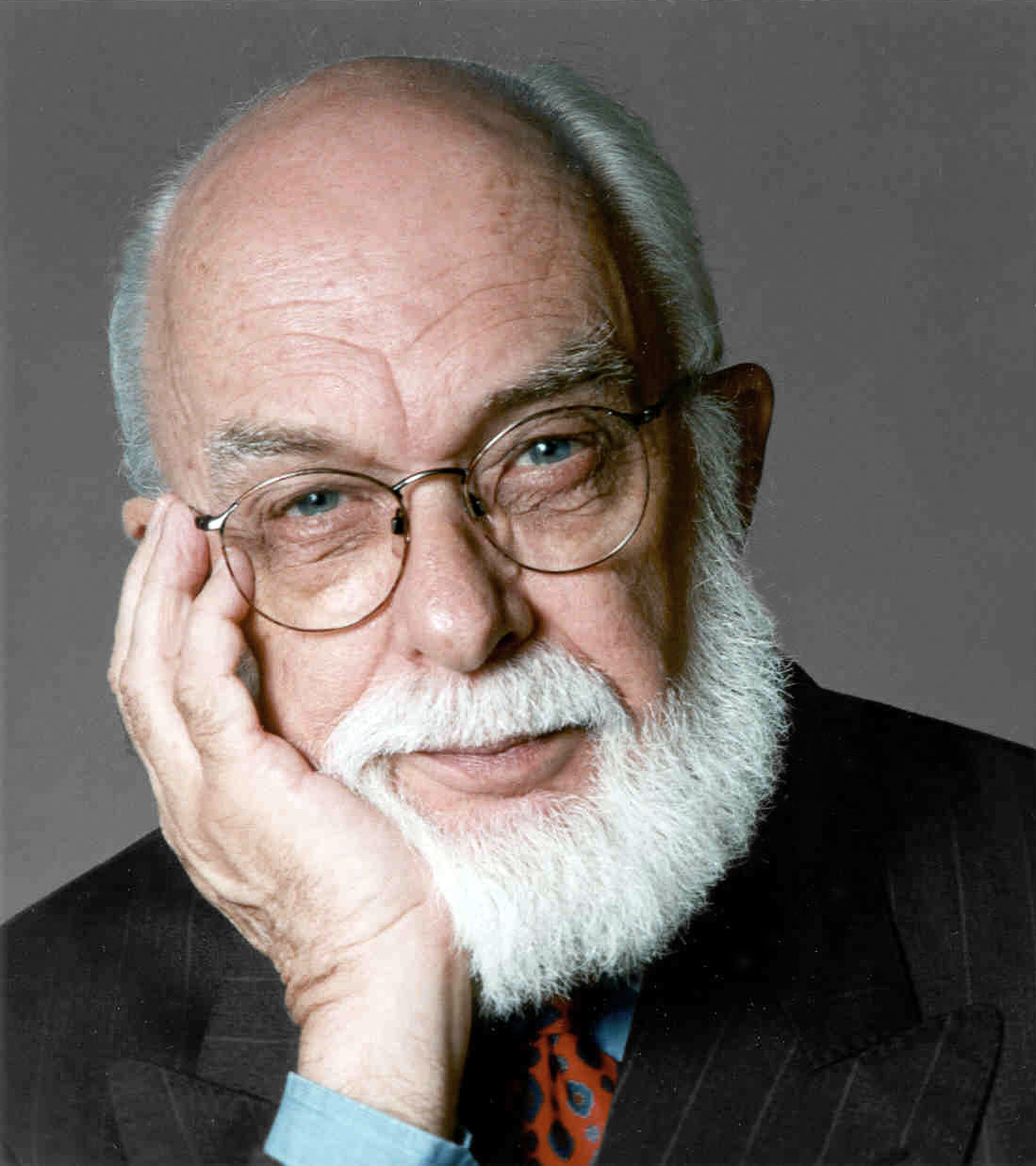
El escéptico ilusionista James Randi prometió una alta suma de dinero a quien demostrase una evidencia creíble de la existencia de lo paranormal.

Todavía en el siglo XX y XXI se sigue considerando a los fantasmas como almas en pena o almas errantes que no pueden encontrar descanso tras su muerte y quedan atrapados entre este mundo y el otro, a pesar del desarrollo de una corriente positivista, escéptica y científica, que intenta desacreditar esta superstición y cuyos representantes más conocidos son ilusionistas como Harry Houdini o James Randi. 
La creencia general común supone que el alma de un fallecido no encuentra descanso, generalmente por una tarea que el difunto ha dejado pendiente o inconclusa ("promesa"): así, puede tratarse de una víctima que reclama venganza o un criminal que, por alguna causa, (haber sido enterrado con símbolos sagrados, por ejemplo) ve diferido su ingreso en el purgatorio o infierno. En la mayoría de las culturas contemporáneas, las apariciones de fantasmas están asociadas a una sensación de miedo y son fuente importante de estudio de recién nacidas pseudociencias, como la parapsicología. Aún es también importante dentro del estudio de ciertas religiones, como el Islam, el Budismo, Jainismo, Hinduismo, Shintoismo, Espiritualismo y Cristianismo, aunque cada una lo estudia de modo diferente. 
En las creencias de la Nueva Era, se intenta racionalizar la creencia tradicional afirmando que los fantasmas son cúmulos de energía negativa o que se trata de imágenes holográficas (almas residuales) de personas que han dejado impregnado el ambiente con su imagen y sus actividades.

## Clases de fantasmas

### Clases de fantasmas según las acciones y conductas de las apariciones

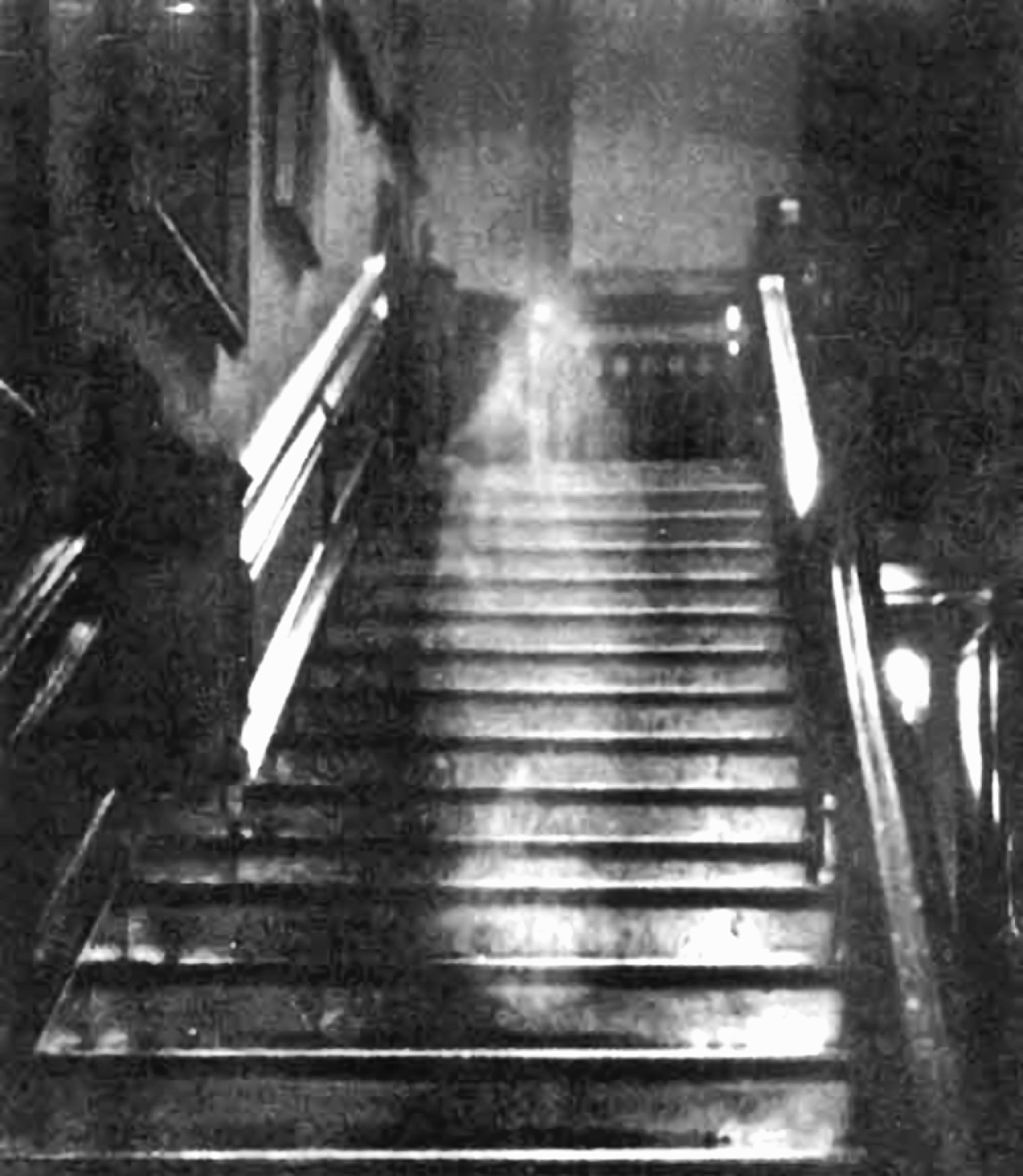
La dama marrón de Raynham Hall, es una de las imágenes de supuestos fantasmas más famosas. Publicada por primera vez en la revista Country Life, año 1936.

G. N. M. Tyrrell, autor de un clásico libro sobre el tema, Apparitions (Apariciones), publicado en 1943, identificaba cuatro grupos principales sobre la base de la conducta o las acciones más conocidas que son adoptadas por los presuntos espíritus, más que su propia naturaleza:
- Apariciones que frecuentan habitualmente un lugar determinado. Generalmente no suscitan miedo, son inofensivos y a veces llegan a ser tratados como un miembro más de la familia.
- Apariciones post-mortem. Suelen tener lugar muy poco tiempo después de la muerte de la persona reaparecida, y no acostumbran a estar relacionadas con un lugar o acontecimiento concreto; parecen ser como despedidas.
- Apariciones en casos críticos. El aparecido es alguien que está viviendo una experiencia importante (a menudo desconocida por el testigo de la aparición), como un accidente, una enfermedad o, por supuesto, la muerte, y se muestra ante una persona o personas simultáneamente a esa experiencia, no después de la misma.
- Aparición inducida. En estos casos, el fantasma es citado a aparecer o puede ser no el de una persona muerta o moribunda, sino el de alguien vivo que intenta con deliberación hacer que su imagen se haga visible a otra persona; se habla entonces de bilocación, si se trata de santos, o en el folclor alemán, de Doppelgänger (en el irlandés, fetch).

En este tipo de apariciones parecen haberse excluido o no se consideran aquellas en las que la aparición adopta una actitud comunicativa e interactiva con aquel a quien se muestra, pudiendo hablar o comunicarse con él, mucho tiempo después de su fallecimiento.

### Clases de fantasmas según las tradiciones y cultura popular
Dentro de las tradiciones y cultura popular destacan los siguientes tipos de fantasmas o espíritus (almas de personas o fantasmas que tienen su origen en estas):

#### Alma residual
Este tipo de alma se suele a veces considerar un subtipo de alma errante. Este tipo de fantasma está compuesto por la energía espiritual y emociones residuales que en ocasiones dejaría un alma al morir (no siendo el alma del individuo propiamente tal) o en vida; la cual permanente con los deseos y angustias que tuvo la persona en vida en caso de generarse al momento de morir; razón por la cual llegaría a adquirir una forma fantasmal con una conciencia nula, parcial o total dependiendo de la fuerza de la energía que le dio origen.
En tradiciones religiosas podría relacionarse con las capas más densas (koshas) que conforman las coberturas de Atman en el hinduismo ("annamaya, pranamaya o manomaya koshas") que no se disuelven completamente tras la muerte, especialmente si hubo apegos kármicos.
Los Tulpas, Egregores, Doppelgänger, y otras formas de proyecciones astral 
y fenómenos de bilocación pueden ser considerados parcialmente o dentro de esta categoría si se manifiestan como fantasmas o espíritus, o adquieren conciencia propia.
El fenómeno igualmente puede estar relacionado o es similar al fenómeno  paranormal conocido como hauntings (apariciones residuales), donde se cree que ciertos lugares repiten eventos del pasado sin interacción con los vivos. Así, a diferencia de las apariciones de almas residuales conscientes o semiconscientes u otras apariciones que interactúan con los vivos. Estos eventos se consideran como una "grabaciones energéticas" o "ecos" del pasado que se repiten de forma cíclica (como un "bucle" en el tiempo) en un lugar en específico (asociado generalmente a sitios donde ocurrieron eventos traumáticos, violentos o emocionalmente intensos); y sin conciencia ni intencionalidad (es decir no responden a la presencia de observadores, ni intentan comunicarse). Presentándose estas manifestaciones como (sonidos, imágenes, olores, etc) que ocurren de la misma manera cada vez que suceden. Por ejemplo: pasos que suenan a la misma hora, figuras que caminan por un pasillo y desaparecen al llegar a un punto específico, o gritos que se repiten.

#### Alma mensajera
Correspondería a un alma que se le es permitido volver del más allá y aparecer en el mundo de los vivos con el objetivo de despedirse o de entregar un mensaje a los vivos; generalmente a parientes o conocidos. Entregarían su mensaje a través de sueños o en menor medida como una aparición espiritual.

## Fantasmas, sociedad y economía

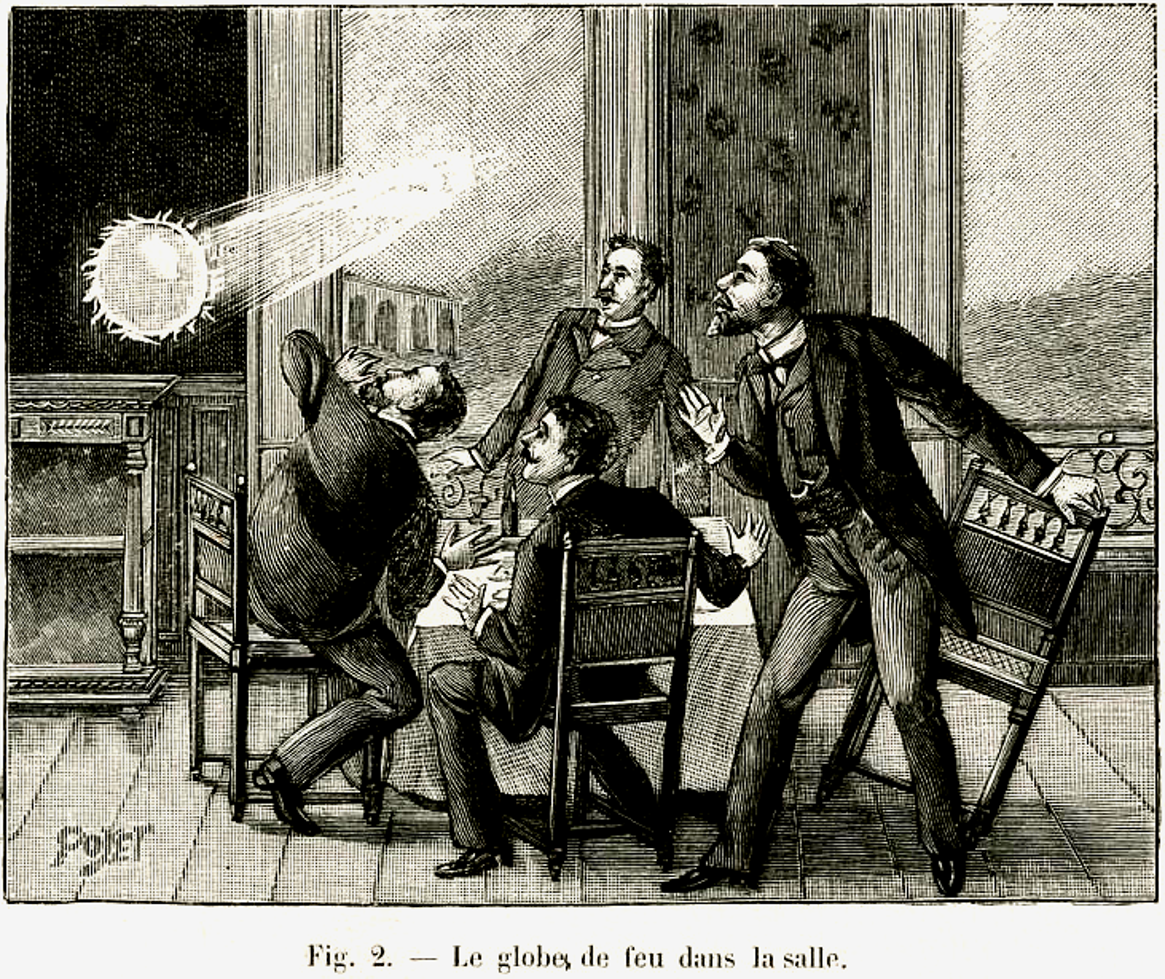
Una representación de un rayo globular en 1901.

Como fuente prístina de curiosidad la creencia en fantasmas es tema goloso que ha suscitado mucho negocio editorial, teatral, cinematográfico, radiofónico, televisivo y periodístico, porque se genera habitualmente como un factoide o una leyenda urbana, y por eso supone con frecuencia una atracción turística notable para lugares históricos desconocidos. Eso provoca la aparición de grandes intereses creados en torno a las apariciones de fantasmas y, por tanto, la aparición, también, de distintos grados de fraude y negocio o ambos y, por consiguiente, del rechazo y oscurecimiento interesados a toda explicación puramente racional o científica de este tipo de fenómenos; de ahí la explotación y fomento del miedo y del ambiente morboso y el lenguaje interminablemente elíptico y oscuro que los rodea, así como la asfixia consciente de toda verdad que pueda existir en el fondo del asunto, que se hace terreno de cultivo, mina y asidero de todo tipo de factoides y leyendas urbanas. La verdad se deja siempre encerrada una ignorancia que, además, favorece la estafa, la riqueza, el lucro, el crecimiento económico. 
De ahí que la desconfianza, el método científico, el empirismo y el escepticismo sean requisitos imprescindibles para abordar con seriedad un fenómeno como este, rodeado de engaños y la mayor parte de las veces, si no todas, engaño él mismo.

## Fantasmas y parapsicología

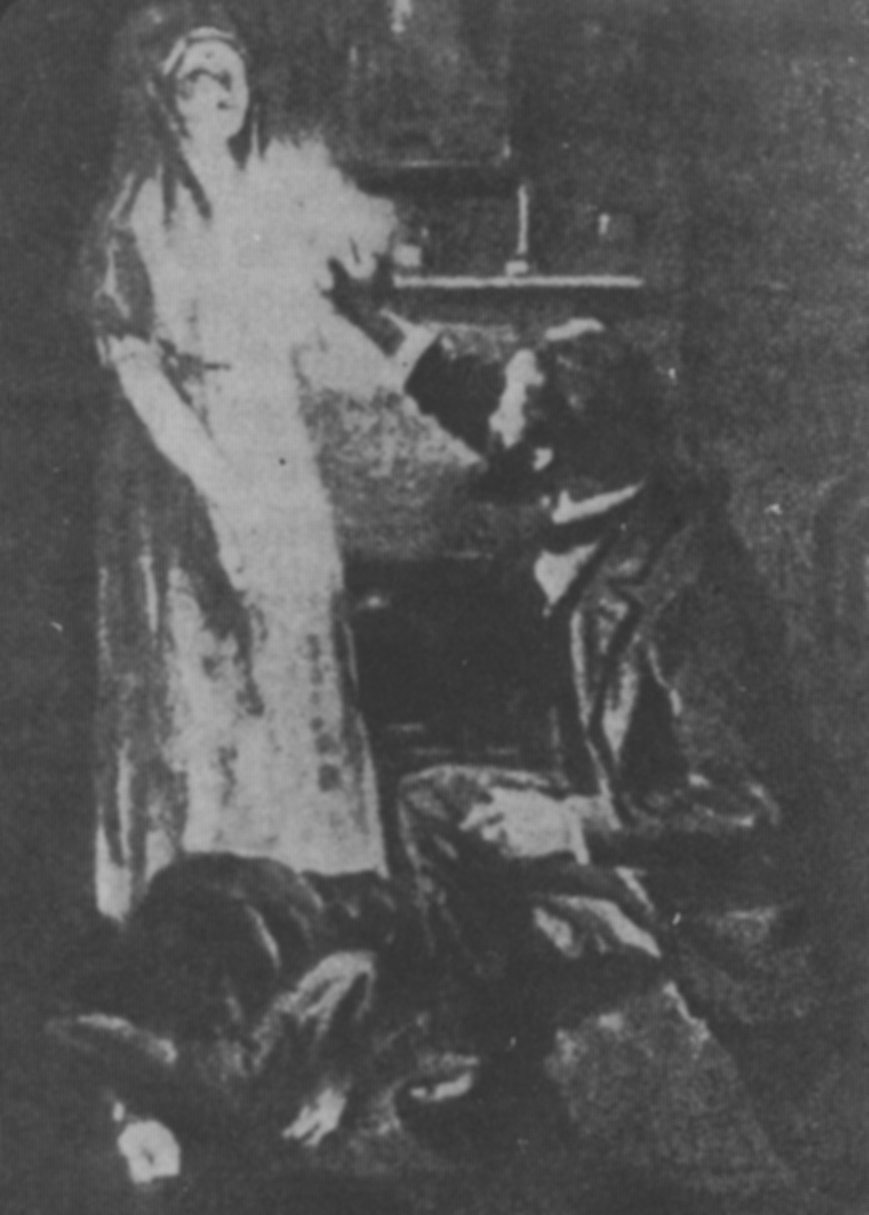
Cuadro basado en la descripción del investigador sir William Crookes: la médium Florence Cook se encuentra en el piso, y Crookes ilumina el ectoplasma de la fallecida Katie King.

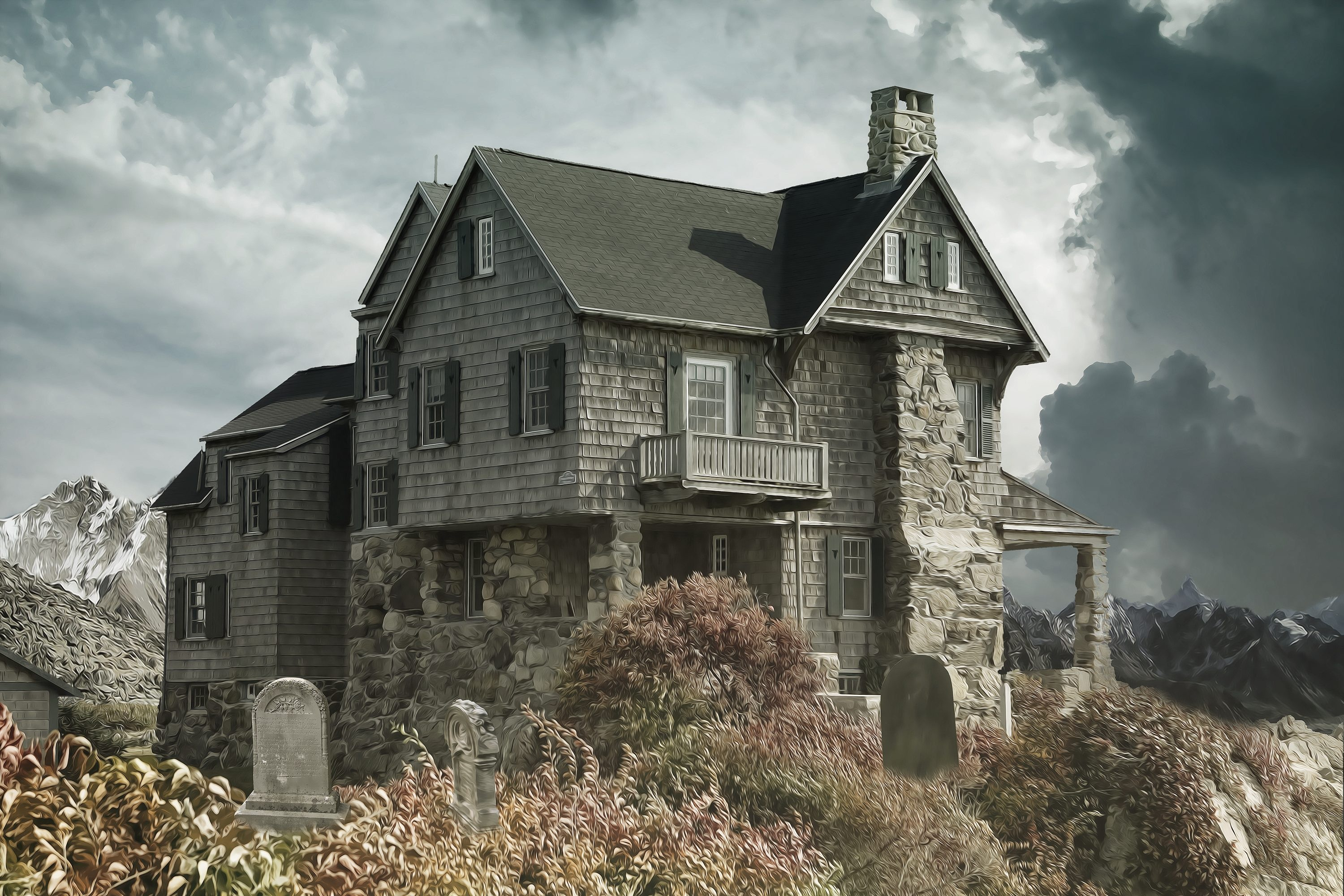
Estereotipo de una casa encantada.

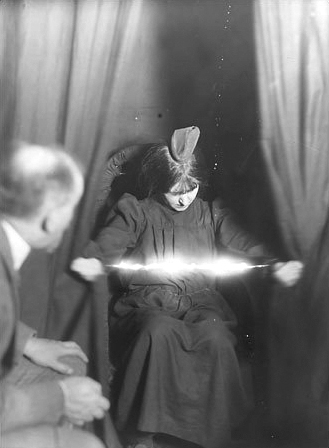
Un supuesto ectoplasma luminoso en manos de una médium durante una sesión espiritista.

Para no ser pseudociencia, la parapsicología moderna, antaño denominada metapsíquica, investiga la psicología del engaño y del sesgo cognitivo, procura documentar físicamente cualquier testimonio de los llamados fantasmas y controlar rigurosamente las circunstancias en que se producen (fantasmogénesis), incluyendo los observadores, alejándose de cualquier prejuicio cognitivo. Frederic W. H. Myers, uno de los fundadores de la Society for Psychical Research (SPR), definió un fantasma como:
La manifestación de una persistente energía personal, o como una indicación de que alguna clase de fuerza es ejercida después de la muerte, la cual está de alguna forma conectada con la persona previamente conocida en vida (Human Personality and Its Survival of Bodily Death, 1903).
Myers creía, en línea con su teoría del yo subliminal, muy parecida a la del inconsciente colectivo de Carl Gustav Jung, en quien, por demás, influyó, que los fantasmas no tenían inteligencia o conciencia propia y que son fragmentos de energía sin significado alguno que persisten después de la muerte. Es una teoría emparejable a las más discutibles del registro akásico de la teosofía o de los campos mórficos de la biología, teorías tenidas por pseudocientíficas por su infalsabilidad y multiplicidad de sesgos cognitivos. Sin embargo, el neurólogo inglés Henrik Ehrsson y el suizo Olaf Blanke reportaron en Nature cómo habían podido inducir la creación de fantasmas usando un electrodo implantado que enviaba corriente a la región del cerebro conocida como gyrus cingulate y las experiencias del científico canadiense Michael Persinger confirman estos extremos y añaden una posible explicación conjeturando una posible reflexión de plasmones desde materiales dieléctricos subterráneos, reactualizando en cierto modo la teoría decimonónica de Kieser. Richard Wiseman y Susan Clancy han explicado, por otra parte, cómo los factores ambientales pueden influir decisivamente para sesgar la mayor parte de este tipo de experiencias, y magos profesionales como Harry Houdini (A magician among the spirits, 1924) o James Randi han explicado cuán frecuentemente las apariciones se pueden replicar como simples trucos de ilusionismo.
El curso histórico de la parapsicología obliga a distinguir, por una parte, las apariciones de ectoplasmas obtenidas con ciertas médium espiritistas fraudulentas a comienzos del siglo XX (Eusépia Palladino, Daniel Dunglas Home, Rudi Schneider, Franek Kluski) de las apariciones investigadas por científicos serios (Charles Richet, Schrenk-Notzing, Gustave Geley, etc.) que acreditaron los fenómenos con los instrumentos y condiciones de observación de que podían disponer en su época para analizar también, por otra parte, fenómenos asociados como el encantamiento o el poltergeist.
La parapsicología asocia los fantasmas a la percepción de personas y animales vivos o muertos de forma visual o auditiva (las mal llamadas psicofonías y teleplastias), e investiga a determinadas personas, los llamados dotados o médiums, quienes, imbuidos al parecer de una cierta percepción extrasensorial, hacen una o varias de estas cosas:
- 1) Notar, sentir, registrar o percibir la presencia de seres ausentes fallecidos (o no) fuera de los márgenes de una observación discriminable y cuantificable como normal (clarisintiente o empático)
- 2) Observarlos (clarividente).
- 3) Escucharlos (clariaudiente).
- 4) Obtener información desconocida verificable y cuantificable, a priori o a posteriori, por lo general falsa en cierto grado, pero también verdadera a veces, supuestamente de los mismos, e interactuar con ellos (médium).

En cuanto al punto 1, muchos médiums pueden percibir tan sólo sentimientos o percepciones de los espíritus (empatía), no pensamientos más elaborados y complejos, distinguen auras de colores de personas vivas o señalan áreas concretas donde los espíritus se sitúan. Por otra parte, en los puntos 1, 2 y 3 estas percepciones difieren según el individuo y pueden presentarse de forma más o menos intensa, continua o discontinua (al parecer en forma de rápidos e incompletos flashes de información). Respecto al cuarto punto, algunos médiums han conseguido recabar un alto porcentaje cierto y verificable de información, algunas veces por procedimientos como la escritura automática o la psicometría. Estos médiums han logrado recabar información útil para esclarecer desapariciones y crímenes y ayudar a arqueólogos o a personas desesperadas por dramas familiares, como atestiguan los casos de John Edward, Chip Coffey, Anne Germain, Rosemarie Kerr, Sally Headding o Nancy Orlen Weber, entre otros. Curiosamente, unas pocas personas parecen poseer el don contrario de impedir o desfigurar cualquier inferencia mediúmnica. Este hecho parece apoyar el argumento de que la mediumnidad es un tipo de talento telepático que manipula información inconsciente de los cerebros de los sujetos sometidos a ella para reforzar convicciones que los individuos ya poseen. Muchos médiums dicen nacer ya con el don, manifiesto desde su infancia, y se ven asediados por espíritus buenos y malos; algunos de ellos, según interpretan, son los llamados espíritus guía, que los protegen, informan, acompañan y asesoran durante toda o gran parte de su vida. El médium no se ve afectado por la distancia ni el tiempo, sino por la presencia de signos o vestigios de aquello con lo que se comunica, y es un don innato, se posee (desde la infancia) o no se posee.
Los fantasmas más frecuentes poseen una tipología escindida en cuatro clases:
- Fantasmas residuales, o visiones que realizan actos repetitivos y carecen de actitud comunicativa o interacción con los observadores.
- Fantasmas conscientes, que pueden comunicarse e interactuar con los observadores.
- Encantamientos duraderos de lugares concretos donde se manifiesta uno o más fantasmas desde hace mucho tiempo.
- Poltergeist o "espíritus burlones", fenómenos de duración más reducida ligados a una persona, por lo general adolescente o joven (aunque no siempre), en la que se mueven objetos solos, se escuchan golpes repetitivos o ruidos y se encienden o apagan luces.

## Fantasmas y espiritismo

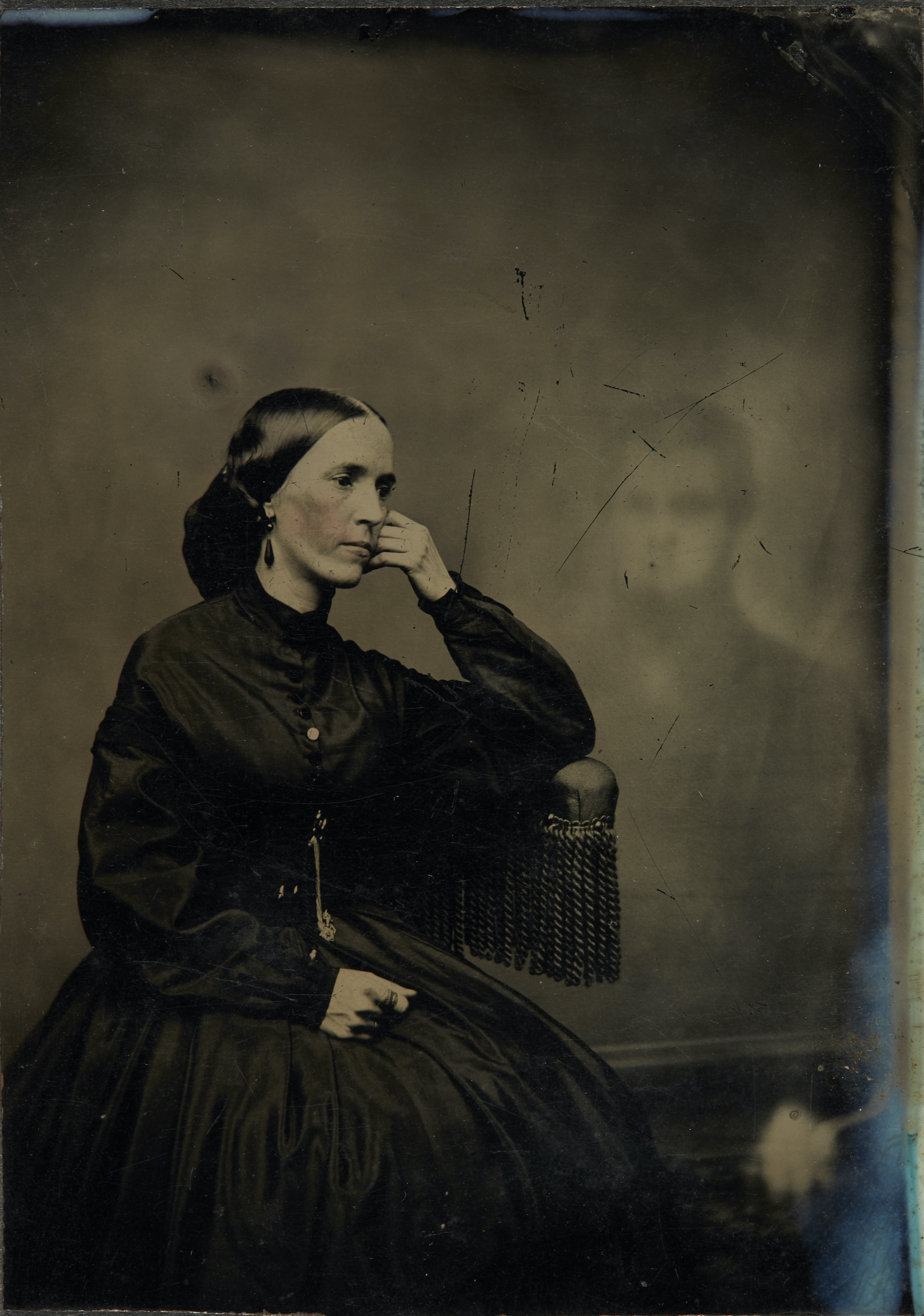
"Fotografía espiritual" de una mujer y un fantasma (1865, fotomontaje).

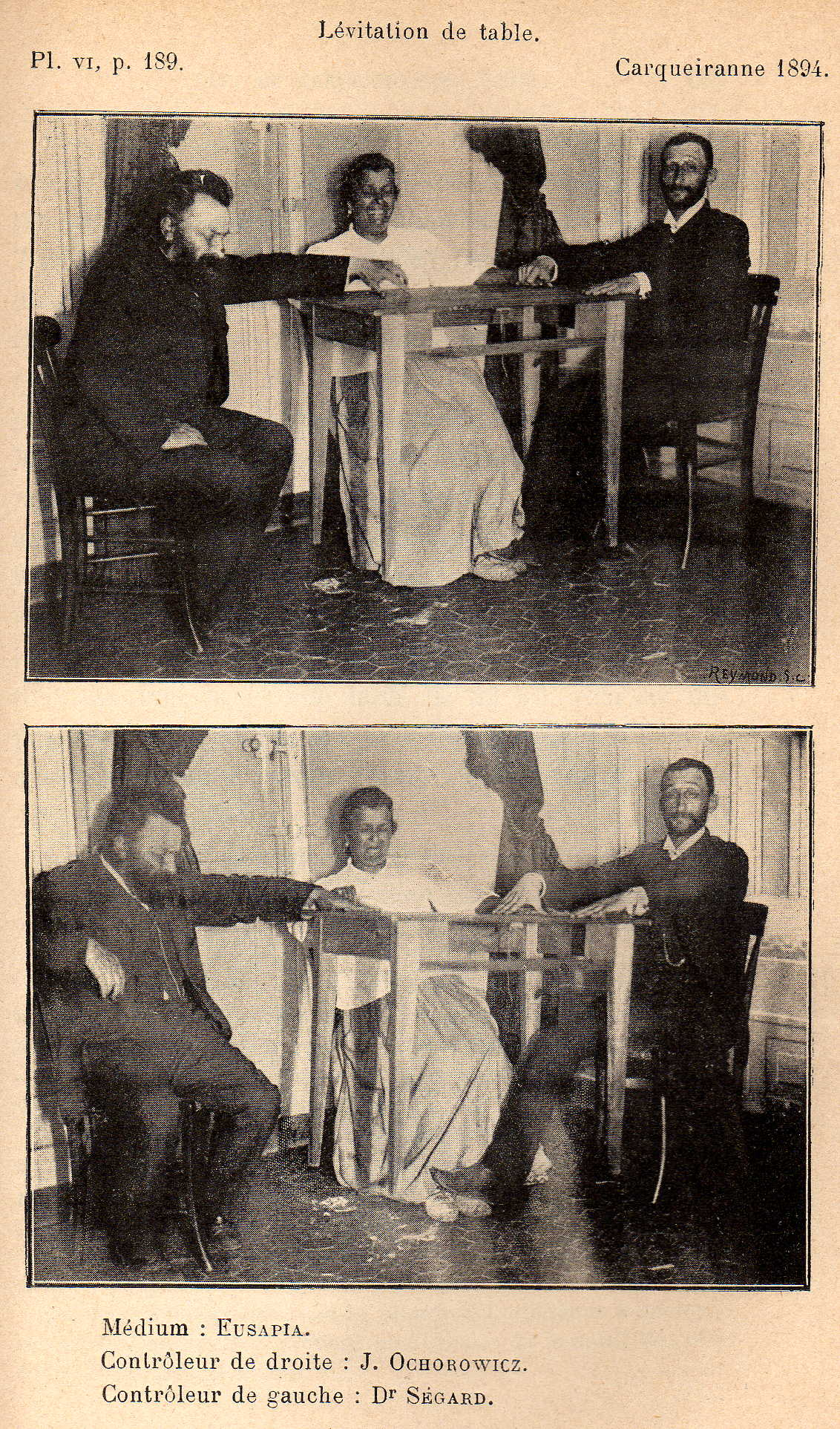
Fotografía de una médium con dos hombres en una sesión espiritista en el.

Según el espiritismo o "doctrina espírita", como se decía en el siglo XIX desde que este movimiento fue configurado por Allan Kardec y la teósofa Helena Petrovna Blavatsky, el alma sobrevive a la muerte del cuerpo material y asciende a un nivel superior de existencia. Sin embargo algunas almas se desvían de ese camino; no parecen tener una autoconsciencia completa de su ser; la tienen, pero solo hasta cierto punto, porque no han logrado todavía resolver sus dudas existenciales. Se trata de fantasmas: entidades desencarnadas que se torturan y fustigan cruelmente con asuntos no resueltos en su vida anterior. Puede, por ejemplo,
- Que no acepten su propia muerte, que no quieran reconocer que han desencarnado.
- Que se sientan culpables por no haber concluido correctamente algún asunto durante su vida humana.
- Que se sientan atados o ligados afectivamente a alguna persona o lugar cuando estaban con vida.
- Que sientan odio o rencor consigo mismos o con alguien de su entorno como humanos.
- Que sientan que no merecen estar en ninguna parte y que ya no les queda esperanza.

Un fantasma se construye con algunas de las actitudes no resueltas de un humano mientras vivía encarnado en su cuerpo físico: padece carencias, obsesiones, sentimientos de culpabilidad, apegos, miedos o desesperanzas irresistibles. Por no cuidar esas actitudes, según el Espìritismo, uno se puede transformar en un posible candidato a fantasma el día de mañana. La labor del médium ha de consistir en orientar y aconsejar para poder cambiar esas actitudes. Debe ser capaz de sentir que está a tiempo de rectificar o de perdonar o ser perdonado, ser capaz de sentir que tiene una segunda oportunidad en la que podrá aprender de sus errores del pasado y convertirlos en un valioso conocimiento para el futuro. Este cambio de actitud para el fantasma, que no sería sino una entidad mendiga que pide afecto, comprensión, y oportunidad para un cambio, debe proporcionárselo el médium. Una vez el fantasma ha comprendido, espontáneamente sucede aquello largamente ignorado o no esperado por él, sabe que puede sentirse libre y continuar su camino de evolución en niveles superiores de conciencia y puede seguir su camino en paz creciendo existencialmente hacia otros planos, bien en una forma encarnada o bien en una forma espiritual. Ha comprendido que la capacidad de ordenar sus experiencias le permiten ser su mejor maestro y enseñar a otras entidades a no repetir su mismo error.
En el vocabulario espiritista no se utiliza la palabra fantasma, sino eidolon, espíritu, ente o entidad. Algunas almas no habrían pasado a otro nivel de existencia por miedo a quemarse eternamente, por simple obstinación o por poseer demasiado apego a este nivel de existencia o a algunas cosas y personas de este nivel de existencia. Otra explicación a este fenómeno va dada por el misticismo cuántico, que permite una leve unificación entre la física contemporánea y esta creencia sobrenatural, y que se funda en presuntos experimentos llevados a cabo con equipo técnico en varias partes del mundo a partir de 1945, sugiere que al momento de morir, subsiste de algún modo la "información cuántica", el modelo molecular del ser vivo, la cual, mediante la combinación de factores adecuados, de espacio, tiempo y energía, (sitios con apropiados niveles de energía del tipo iones positivos), se manifiesta como si tuviera un cuerpo (forma material difusa popularmente denominada "ectoplasma" o "periespíritu"), pudiendo realizar acciones (ruidos, movimiento de objetos, apariciones), lo cual depende en gran medida del voltaje e intensidad del campo de iones positivos presente en dicho lugar. El fundamento principal de esta teoría se basa en que toda acción realizada en el espacio requiere una fuente de energía que es recargada por el espectro en estos lugares electromágneticamente saturados de cargas electrónicas libres (electrones sueltos en el aire u otras substancias). Dicho cuerpo difuso le proporcionarìa al espectro sensaciones similares a las de la persona viva, obviamente con sus limitaciones, pero sensaciones al fin y al cabo, lo que explicarìa también los casos en los cuales las psicofonìas y otras anomalías captadas en sesiones de espiritismo reproducen frases inconclusas o absurdas como "siento frìo" o "yo, qué estoy haciendo aquí". De cualquier forma, esto no sería más que un reflejo hologràfico-electrònico de un personaje muerto tiempo atrás.

## Fantasmas en las religiones

### Fantasmas y la fe cristiana

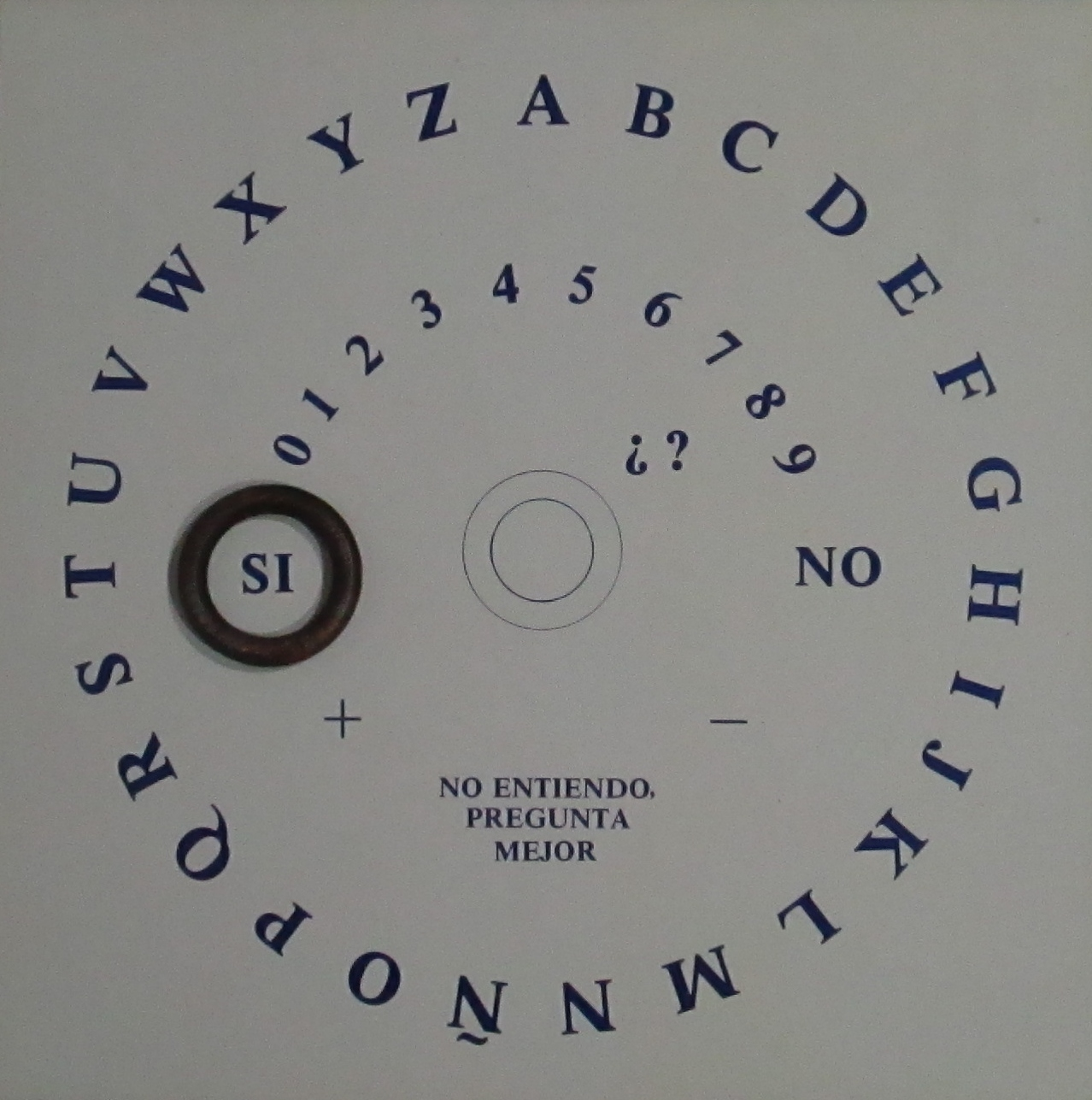
Tablero ouija en español.

En la Biblia podemos encontrar mención de espíritus en el Primer Libro de Samuel; en el cual se describe como Saúl, el primer rey de Israel, solicitó la ayuda de la Bruja de Endor para convocar el espíritu del profeta Samuel.
En el catolicismo no existe documento magisterial, de los Concilios Ecuménicos o de los Obispos de Roma que hable o mencione a los fantasmas. Según el Concilio Vaticano II la revelación acabó con el Mesías y no se debe esperar ninguna otra manifestación.
En el Protestantismo no se cree en fantasmas ya que no acepta la existencia del Purgatorio; para esta forma de Cristianismo se trata de fenómenos demoníacos. En el último Catecismo de la Iglesia Católica no se admite la existencia del limbo, aunque algunos teólogos la postulan, pero sí la del Purgatorio donde las almas deben ser purificadas para pasar al más allá.
El uso de la necromancia, la Ouija, el Tarot, y cualquier ceremonia o procedimiento no religioso de adivinación con el cual se obtenga comunicación con el más allá puede ser usado por demonios para conectarse con este mundo; según exorcistas y demonólogos como el padre José Antonio Fortea, recurrir a estos rituales es extremadamente peligroso desde un punto de vista psicológico, supone dejar puerta abierta para que entre sin invitación uno cualquiera de la numerosa jerarquía de espíritus no humanos o demonios que mienten y se disfrazan de fantasmas o almas del Purgatorio. Por otra parte, según la escatología existe un limbo que literalmente significa "límite" del infierno al que van las almas. En cuanto a la consulta de médiums, en Deuteronomio XVIII, 12-14, no se niega la existencia de estas personas, pero se dice que no se debe recurrir a ellos: 

Cuando entres a la tierra que Yahveh tu Dios te da, no aprenderás a hacer según las abominaciones de aquellas naciones. No sea hallado en ti quien haga pasar a su hijo o a su hija por el fuego, ni quien practique adivinación, ni agorero, ni sortílego, ni hechicero, ni encantador, ni adivino, ni mago, ni quien consulte a los muertos. Porque es abominación para con Yahveh cualquiera que hace estas cosas, y por estas abominaciones Yahveh tu Dios echa estas naciones de delante de ti.

Los demonios, espíritus no humanos, por el contrario, pueden poseer lugares (la llamada infestación) o personas (la posesión demoniaca) y, si están ocultos, se manifiestan al cabo de intensas, prolongadas y duraderas sesiones de oración. Los demonios sólo poseen el poder de tentar y atacan el lado más débil de la persona tras un paciente y profundo estudio de la misma. Una vez que uno distingue bien entre posesión e infestación
Santo Tomás de Aquino dice en el Comentario al libro de las Sentencias (IV, distinción 21, artículo 1 B/Corpus): 

Lo más concorde con los dichos de los santos y la revelación privada hecha a muchos es que el lugar del Purgatorio es doble. Uno según la ley común (unum secundum legem comunem). Y el otro es el lugar del Purgatorio según la dispensación (alias est locus secundum dispensationem) y así se lee de algunos que fueron castigados en diversos lugares (diversis locis) bien para enseñanza de los vivos al dar a conocer la pena de esas almas o bien para ayuda de los muertos.

## Fantasmas y psicología

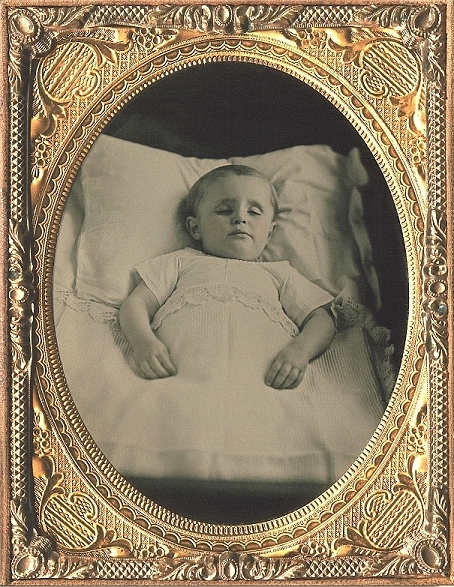
Fotografía post mortem de un niño muerto simulando estar dormido.

La creencia en fantasmas puede ser inducida como alucinación por trastornos como la parálisis del sueño, el efialtes y otras diversas parasomnias, así como por síntomas como la disociación y enfermedades mentales como los diversos tipos de esquizofrenia (oír voces, ver alucinaciones, sufrir delirios) o las distintas afecciones del lóbulo temporal del cerebro, por ejemplo la Epilepsia; por otra parte el escotoma obliga a veces al cerebro a crear delirios inconscientes: fantasea creando imágenes fantasmas en los huecos donde percibe falta de información visual, como han demostrado en otros casos experimentos empíricos sobre percepción; a veces también engaña el cerebro creando historias mediante el síndrome de Korsakov o en condiciones de hipnosis o, más corrientemente, el sueño, fabulando sobre bases reales (en condiciones de hipnosis, se produce un sensible aumento de memoria, se decuplica, o más, por lo cual se pueden recuperar datos que hacen la historia más verosímil). Igualmente, muchas drogas, los llamados alucinógenos, producen fantasías fantasmagóricas, como el LSD.
La Comunicación después de la muerte inducida (CDMI en español, IADC en inglés) es una técnica terapéutica basada en la EMDR que ayuda a los deudos a procesar y superar el sufrimiento por la muerte de un ser querido por medio de la evocación de fantasmas. La CDMI fue descubierta y desarrollada en 1995 por el psicólogo estadounidense Allan Botkin, durante su trabajo con veteranos de la guerra de Vietnam. Se fundamenta en el demostrado valor curativo de las Experiencias cercanas a la muerte.

## Fantasmas en la literatura
Son muchos los escritores que han tratado este tema. Ya se han mencionado ejemplos antiguos en el apartado "Historia", pero cabe insistir en Sobre los hechos maravillosos de Flegón, liberto del emperador Adriano, porque fue origen de la leyenda sobre la esposa difunta que reaparece en Proclo y sirvió de inspiración a Goethe para su Novia de Corinto y a Washington Irving para El estudiante alemán. En el siglo XVI Gonzalo Fernández de Oviedo narra un caso real de fantasmas en sus Batallas y quincuagenas y Antonio de Torquemada menciona muchos casos demasiado crédulamente en un Jardín de flores curiosas (1570) que irritó tanto como sedujo al propio Cervantes, quien parece evocar a la estantigua en el episodio del cuerpo muerto. 
Hay, por otra parte, leyendas hispánicas de muertos que vuelven a la vida como vampiros bastante anteriores a las rumanas, como la del Conde Estruch (siglo XII) en el Ampurdán o la Guajona en Cantabria. En el teatro del siglo XVII aparecen obras donde los fantasmas tienen un papel destacado: Hamlet, de Shakespeare; El caballero de Olmedo y El duque de Viseo de Lope de Vega o El burlador de Sevilla de Tirso de Molina, quien se inspira a su vez en la leyenda de El convidado de piedra. El tema se desarrolla generalmente dentro del género de la novela gótica o cuento de terror, un género que empezó con el Romanticismo a finales del siglo XVIII, aun cuando fue en el XIX cuando encontró su verdadero desarrollo y máximo apogego con autores como E.T.A. Hoffmann, Edgar Allan Poe, Jean-Charles Emmanuel Nodier y Sheridan Le Fanu. Escribieron novelas góticas con relatos de fantasmas Horace Walpole (El castillo de Otranto, 1764), Matthew G. Lewis (El monje, 1794) y Charles Maturin (Melmoth el errabundo). En 1887 Oscar Wilde escribe El fantasma de Canterville. 
Posrománticos son Gustavo Adolfo Bécquer, Guy de Maupassant, M. R. James, R. L. Stevenson, Lafcadio Hearn, Henry James, Edith Wharton, Algernon Blackwood, Arthur Machen, M. P. Shiel, etcétera. Se acercaron al género con mayor o menor fortuna Emilia Pardo Bazán, Richmal Crompton, E. F. Benson, William F. Harvey, Richard Middleton, W. Somerset Maugham, Elizabeth Bowen, Robert Aickman, May Sinclair, Walter de La Mare, Thomas Burke, A. E. Coppard, Charles Williams, Herbert Russell Wakefield, Alfred McClelland Burrage, A. N. L. Munby, Arthur Gray, Barry Pain, Christopher Woodforde, E. G. Swain, Hugh Walpole, John Buchan, L. T. C. Rolt, Simon Raven, Terence H. White, V. S. Pritchett, Omar Pérez Santiago (Allende, el retorno, 2013) y L. P. Hartley.

## Comunicación con fantasmas

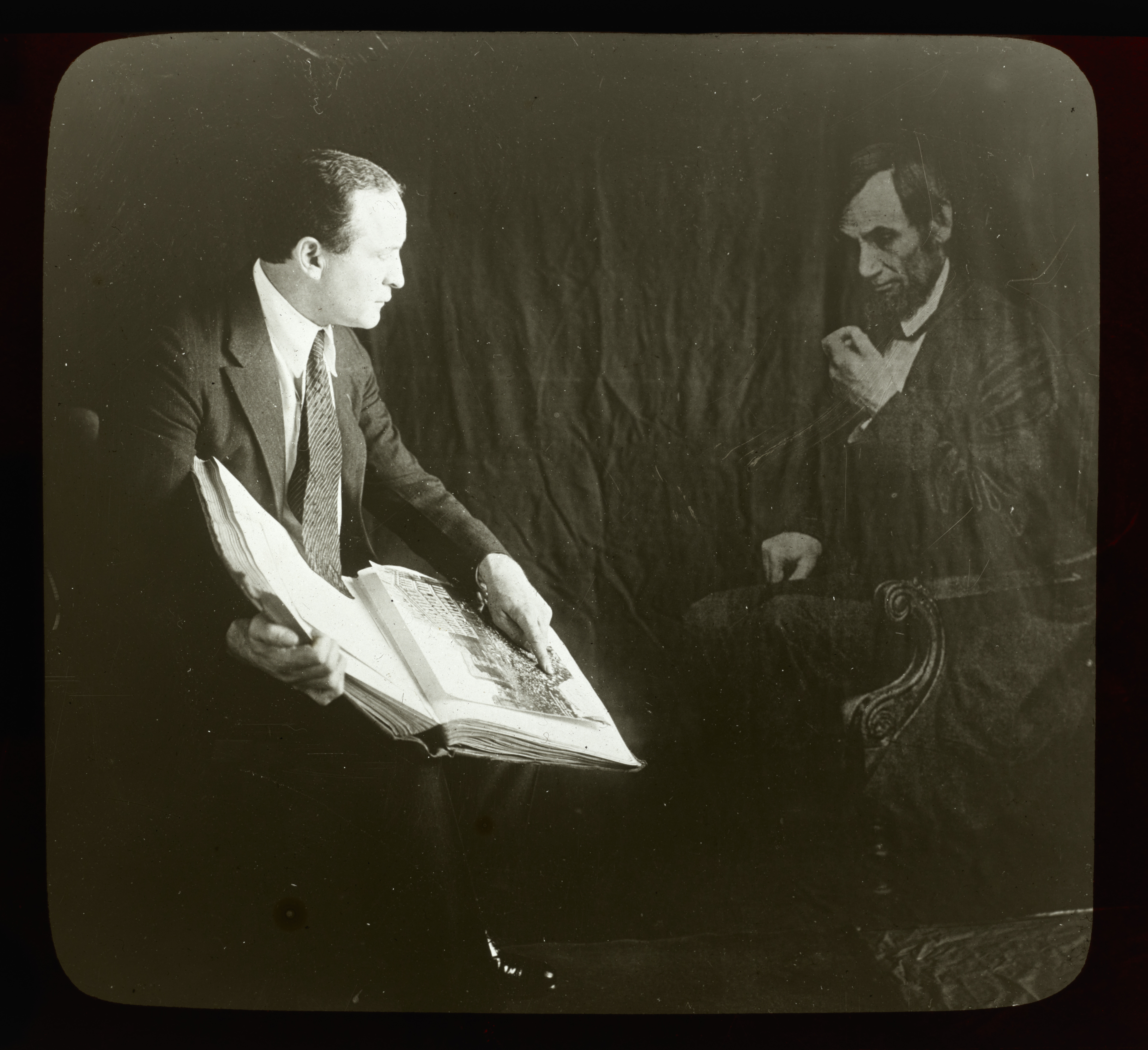
Houdini demuestra cómo un fotógrafo puede producir fraudulentamente "fotografías de espíritus" que documenten la aparición e interacción social con individuos fallecidos.

A medida que el hombre moderno ha ido desarrollando nuevas tecnologías de comunicación, los interesados en obtener información de fantasmas las han usado y así se habla de psicofonías o grabaciones sonoras en las que supuestamente se oye la voz o los movimientos de algún difunto, o de psicoimágenes, imágenes estáticas o en movimiento en las que presuntamente puede distinguirse alguna presencia fantasmal.
Sin embargo, quienes pretenden justificar la existencia de otro mundo y la posible comunicación con el mismo deben justificar primero por qué casi todas las manifestaciones espirituales suelen reducirse a manifestaciones psicológicas de engaño o autoengaño, o fraudes, como con devastadora frecuencia han demostrado ilusionistas expertos como Harry Houdini, James Randi o Criss Angel, quienes saben desde luego que lo que ocurre en nuestra mente es de factura mucho más simple que lo que ocurre en la realidad fuera de ella. Algunos tipos de alucinación, como la hipnopómpica o la hipnagógica, la parálisis del sueño, los síntomas de una esquizofrenia o determinados tipos de epilepsia no diagnosticadas, el fenómeno del sueño lúcido o falso despertar, la pareidolia, la apofenia, el uso de drogas enteógenas y sustancias psicotrópicas que creen falsos recuerdos, los fuegos fatuos pueden explicar la mayoría de los casos, por no hablar del espíritu lúdico de las bromas y los citados, groseros y mezquinos intereses económicos, que pueden apoyar, magnificar y converger sobre las anteriores explicaciones, que se acumulan sobre la necesidad de religión y de fe ultraterrena, un meme antropológico desarrollado en el ser humano por la selección natural como ventaja para la supervivencia gregaria.
Esto no basta para desanimar, sin embargo, a quienes creen en alguna manifestación divina o macabra que es una liberación de energía del cuerpo, esto es, una "evolución" de esta vida terrenal hacia otra en un mundo ultraterreno, y hay casos desconcertantes de clarividencia y percepción extrasensorial que aún aguardan explicación satisfactoria.
Algunos intentos no escépticos de resolver racionalmente estos fenómenos han sido formulados por físicos como Roger Penrose, quienes creen posible la transmisión de información nerviosa mediante corrientes cuánticas a nivel subatómico que pueden ser amplificadas mediante los microtúbulos existentes en las neuronas; además, la insólita lógica cuántica permite distorsiones temporales que pueden causar la duplicación del presente o bilocación, y esto explicaría muchos de los fenómenos paranormales de transmisión de información, como expone en su Las sombras de la mente: hacia una compresión científica de la consciencia (Barcelona: Editorial Crítica, 1996). Explicaciones científicas concurrentes han sido formuladas por Stuart Hameroff o recogidas empíricamente por Raymond Moody.

## Existencia de fantasmas

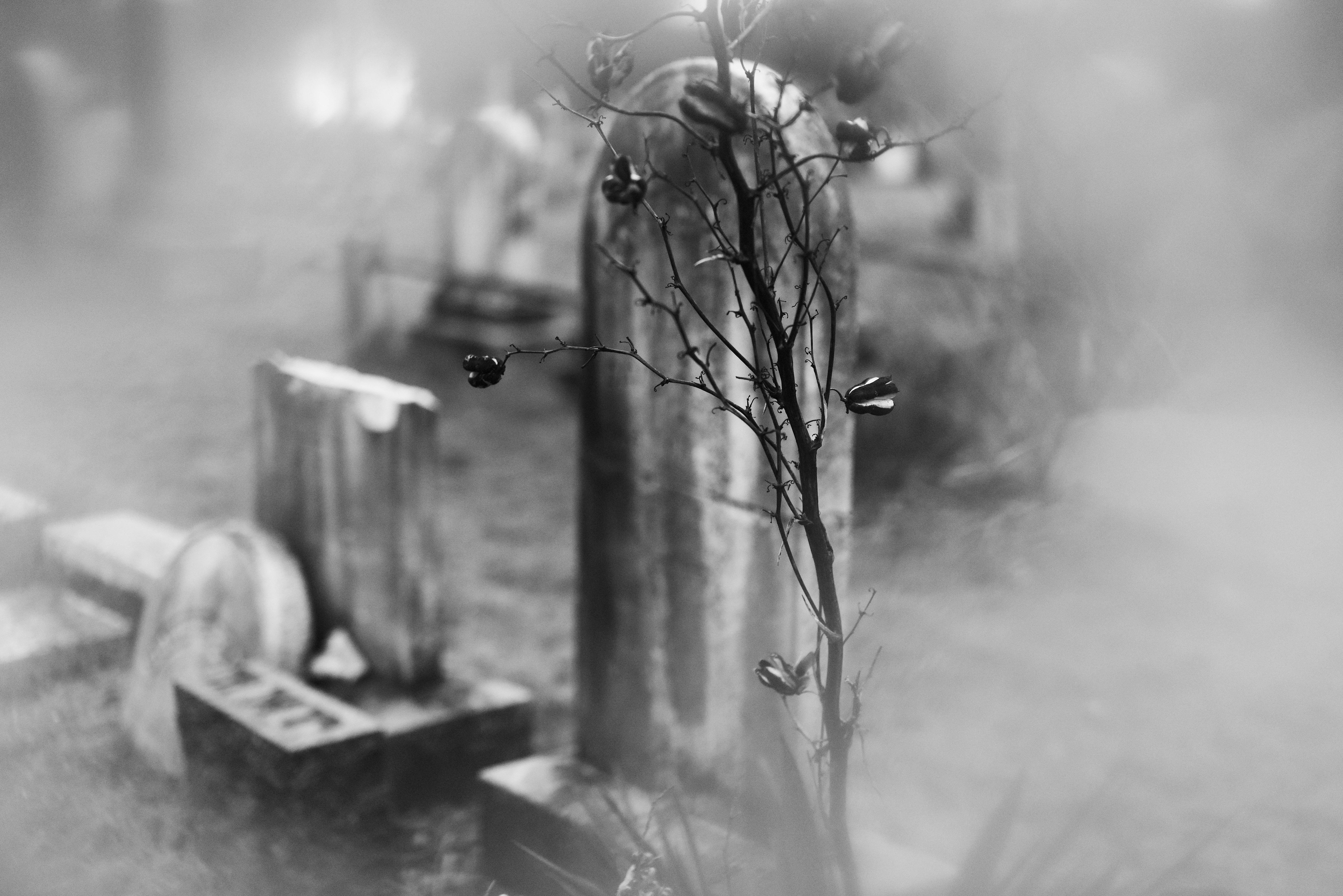
El Cementerio de Easton, (Connecticut, Estados Unidos) es el origen de la leyenda de la Dama de blanco.

En 2003, el psicólogo británico Richard Wiseman (n. 1966) y sus colaboradores investigaron casas encantadas con sujetos bajo condiciones controladas, y concluyeron que la reputación de esos lugares juega un papel relevante en la producción de las experiencias y la existencia de ciertos tipos de campos electromagnéticos podría influir sobre algunas variables psicológicas, como también el paso de estancias bien iluminadas a otras oscuras puede provocar percepciones habituales en situación de privación sensorial. Sin embargo la hipótesis de los efectos de campos electromagnéticos sobre la generación de fantasmas es puesta en duda por científicos como Steven Novella por no haber evidencia suficiente.
En general, las casas no prueban la existencia de fantasmas, sino cómo cierta gente responde a situaciones triviales bajo el influjo de la publicidad y la predisposición.
El ojo humano está formado por humor vítreo el cual es un líquido y como tal, puede ser sensible a las ondas del infrasonido. Este líquido puede generar imágenes falsas (como las miodesopsias).
El ser humano puede oír sonidos de entre 20  y 20 000 hercios. Los sonidos de menos de 20 Hz se llaman infrasonidos y pueden atravesar partes sólidas. Así, en 1998, Vic Tandy (investigador de la Universidad de Coventry) explicó cómo los infrasonidos podrían producir la impresión concreta de "sitios embrujados". Demostró que los infrasonidos provocaban una percepción de movimientos a los costados del campo visual. Esta falsa percepción podía ser provocada por un ventilador. Los ventiladores giran a 300 RPM (revoluciones por minuto), lo que equivale a 5 revoluciones por segundo o 5 Hz.
Incidentalmente, el extractor de la sala en la cual Tandy notó esos fenómenos era rapidísimo, de 1139 RPM (o 18,98 Hz).
Además, la longitud de la sala en la cual Tandy notó esos fenómenos era una fracción unitaria de la longitud de onda que provocaba el ventilador, por lo que provocaría una onda estacionaria y tal onda, al resonar en el humor vítreo de los ojos humanos, induciría ilusiones ópticas consideradas por algunos como "fantasmas".

## Investigaciones científicas

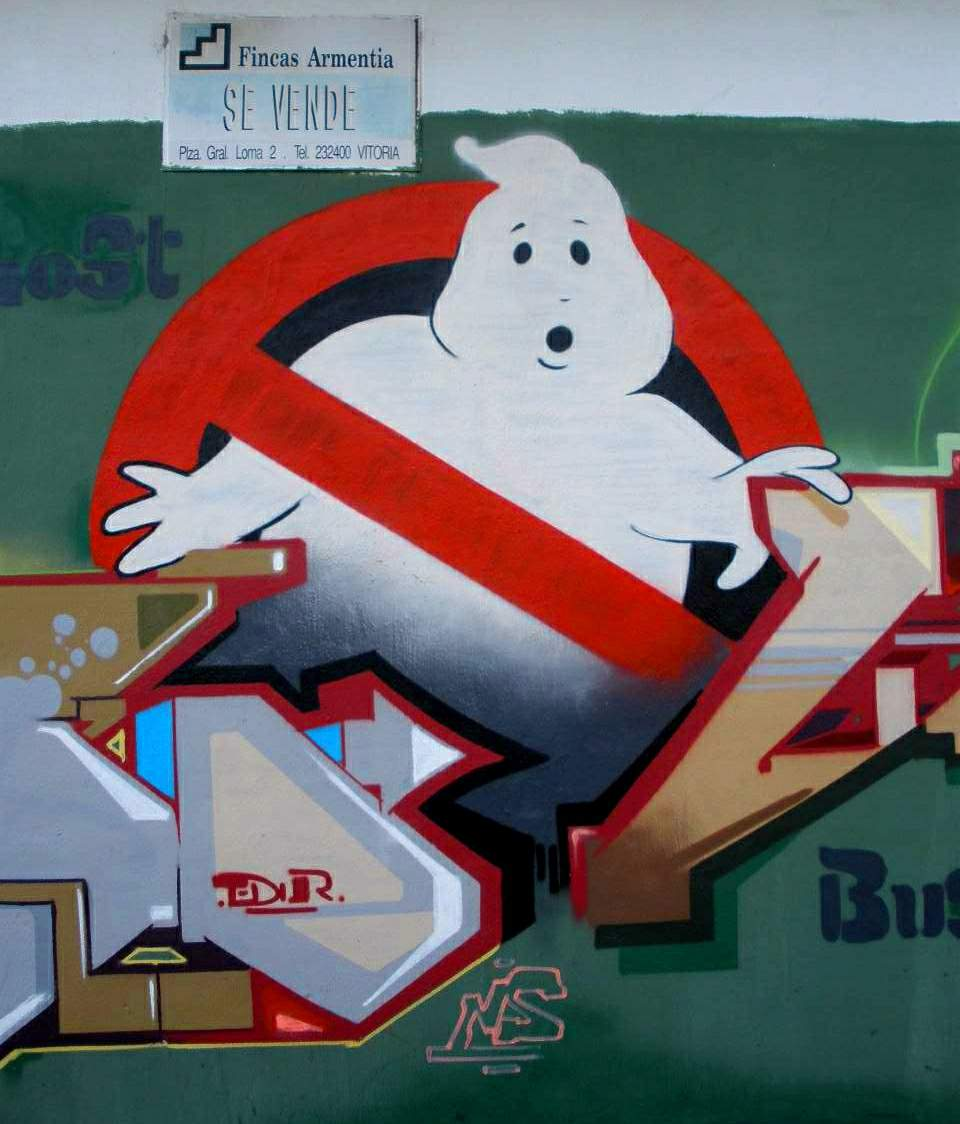
Mural con imagen de la película Los cazafantasmas. Hoy en día los fantasmas forman parte de la cultura popular y se han realizado numerosas las representaciones cinematográficas sobre ellos, llegando a tener su propio género: Películas sobre fantasmas

En el año 2014, investigadores de la Escuela Politécnica de Lausana, Suiza, obtuvieron evidencia científica que sustenta una explicación biológica para la "sensación de una presencia sobrenatural", a la vez que lograron replicarla en un laboratorio, al utilizar un robot para interferir con las entradas sensoriomotoras del cerebro de varios voluntarios. Algunos participantes, al ser confrontados con sensaciones sensoriomotrices contradictorias, reportaron "sentir la presencia hasta de cuatro fantasmas". Cubriendo los ojos de los participantes, se les pidió que realizaran movimientos con sus manos frente al cuerpo, mientras un robot reproducía sus movimientos y al mismo tiempo tocaba sus espaldas. Al introducir un retraso entre el movimiento y el toque del robot, se creó una percepción espacial distorsionada, que fue percibida como una presencia fantasmal. Mediante una resonancia magnética nuclear, se pudo determinar que los cerebros de los sujetos estaban experimentando una interferencia en regiones asociadas a la autoconsciencia y la posición espacial. 
Los investigadores demostraron que la sensación de una presencia fantasmal es causada por lesiones en tres regiones ubicadas en el cerebro a nivel de la corteza frontoparietal, las cuales se pueden observar en pacientes esquizofrénicos, o en pacientes sanos expuestos a situaciones extraordinarias. De igual forma, el estudio explicó que la ilusión de percibir una presencia fantasmal es provocada por una propiocepción distorsionada, percibiendo al propio cuerpo como un "otro" en lugar de "sí mismo".